# Séries éliminatoires de la Coupe Stanley 2023
Année précédente Année suivante
Les séries éliminatoires de la Coupe Stanley 2023 sont la partie finale de la saison de hockey sur glace de la Ligue nationale de hockey et font suite à la saison régulière 2022-2023. Elles débutent le 17 avril 2023 pour se terminer le 13 juin sur la première victoire de l'histoire des Golden Knights de Vegas.

## Contexte des séries
Les trois premières équipes de chaque division et les équipes classées aux septième et huitième rang dans chaque association, sans distinction de division, sont qualifiées. La meilleure équipe de chaque association rencontre la 8e et la première équipe de l'autre division rencontre la 7e. Les équipes classées aux 2e et 3e places de chaque division se rencontrent dans la partie de tableau où se situe le champion de leur division. Toutes les séries sont jouées au meilleur des sept matchs : la première équipe qui gagne quatre rencontres remporte la série. Les deux premiers matchs sont joués chez l'équipe la mieux classée à l'issue de la saison régulière puis les deux suivants sont joués chez l'autre équipe. Si une cinquième, une sixième voire une septième rencontre sont nécessaires, elles sont jouées alternativement chez les deux équipes en commençant chez la mieux classée.
Les premiers matchs ont lieu le 17 avril 2023.

## Tableau récapitulatif
|  | Quarts de finale d'association | Quarts de finale d'association | Quarts de finale d'association | Quarts de finale d'association |    |          | Demi-finales d'association | Demi-finales d'association | Demi-finales d'association | Demi-finales d'association |  |  | Finales d'association | Finales d'association | Finales d'association | Finales d'association |  |  | Finale de la Coupe Stanley | Finale de la Coupe Stanley | Finale de la Coupe Stanley | Finale de la Coupe Stanley |
|  |                                |                                |                                |                                |    |          |                            |                            |                            |                            |  |  |                       |                       |                       |                       |  |  |                            |                            |                            |                            |
|  | Du 17 au 28 avril              | Du 17 au 28 avril              | Du 17 au 28 avril              | Du 17 au 28 avril              |    |          | Du 3 au 11 mai             | Du 3 au 11 mai             | Du 3 au 11 mai             | Du 3 au 11 mai             |  |  | Du 18 au 24 mai       | Du 18 au 24 mai       | Du 18 au 24 mai       | Du 18 au 24 mai       |  |  | Du 3 au 13 juin            | Du 3 au 13 juin            | Du 3 au 13 juin            | Du 3 au 13 juin            |
|  | M1                             | Caroline                       | 4                              | 4                              |    |          | Du 3 au 11 mai             | Du 3 au 11 mai             | Du 3 au 11 mai             | Du 3 au 11 mai             |  |  | Du 18 au 24 mai       | Du 18 au 24 mai       | Du 18 au 24 mai       | Du 18 au 24 mai       |  |  | Du 3 au 13 juin            | Du 3 au 13 juin            | Du 3 au 13 juin            | Du 3 au 13 juin            |
|  | M1                             | Caroline                       | 4                              | 4                              |    |          | Du 3 au 11 mai             | Du 3 au 11 mai             | Du 3 au 11 mai             | Du 3 au 11 mai             |  |  | Du 18 au 24 mai       | Du 18 au 24 mai       | Du 18 au 24 mai       | Du 18 au 24 mai       |  |  | Du 3 au 13 juin            | Du 3 au 13 juin            | Du 3 au 13 juin            | Du 3 au 13 juin            |
|  | E7                             | Islanders de New York          | 2                              | 2                              |    |          | Du 3 au 11 mai             | Du 3 au 11 mai             | Du 3 au 11 mai             | Du 3 au 11 mai             |  |  | Du 18 au 24 mai       | Du 18 au 24 mai       | Du 18 au 24 mai       | Du 18 au 24 mai       |  |  | Du 3 au 13 juin            | Du 3 au 13 juin            | Du 3 au 13 juin            | Du 3 au 13 juin            |
|  | E7                             | Islanders de New York          | 2                              | 2                              | M1 | Caroline | 4                          | 4                          |                            |                            |  |  | Du 18 au 24 mai       | Du 18 au 24 mai       | Du 18 au 24 mai       | Du 18 au 24 mai       |  |  | Du 3 au 13 juin            | Du 3 au 13 juin            | Du 3 au 13 juin            | Du 3 au 13 juin            |
|  | Du 18 avril au 1er mai         |                                |                                |                                | M1 | Caroline | 4                          | 4                          |                            |                            |  |  | Du 18 au 24 mai       | Du 18 au 24 mai       | Du 18 au 24 mai       | Du 18 au 24 mai       |  |  | Du 3 au 13 juin            | Du 3 au 13 juin            | Du 3 au 13 juin            | Du 3 au 13 juin            |
|  |                                |                                | M2                             | New Jersey                     | 1  | 1        |                            |                            |                            |                            |  |  | Du 18 au 24 mai       | Du 18 au 24 mai       | Du 18 au 24 mai       | Du 18 au 24 mai       |  |  | Du 3 au 13 juin            | Du 3 au 13 juin            | Du 3 au 13 juin            | Du 3 au 13 juin            |
|  | M2                             | New Jersey                     | M2                             | New Jersey                     | 1  | 1        | 4                          | 4                          |                            |                            |  |  | Du 18 au 24 mai       | Du 18 au 24 mai       | Du 18 au 24 mai       | Du 18 au 24 mai       |  |  | Du 3 au 13 juin            | Du 3 au 13 juin            | Du 3 au 13 juin            | Du 3 au 13 juin            |
|  | M2                             | New Jersey                     | Du 2 au 12 mai                 |                                |    |          | 4                          | 4                          |                            |                            |  |  | Du 18 au 24 mai       | Du 18 au 24 mai       | Du 18 au 24 mai       | Du 18 au 24 mai       |  |  | Du 3 au 13 juin            | Du 3 au 13 juin            | Du 3 au 13 juin            | Du 3 au 13 juin            |
|  | M3                             | Rangers de New York            | 3                              | 3                              |    |          |                            |                            |                            |                            |  |  | Du 18 au 24 mai       | Du 18 au 24 mai       | Du 18 au 24 mai       | Du 18 au 24 mai       |  |  | Du 3 au 13 juin            | Du 3 au 13 juin            | Du 3 au 13 juin            | Du 3 au 13 juin            |
|  | M3                             | Rangers de New York            | 3                              | 3                              | M1 | Caroline | 0                          | 0                          |                            |                            |  |  |                       |                       |                       |                       |  |  | Du 3 au 13 juin            | Du 3 au 13 juin            | Du 3 au 13 juin            | Du 3 au 13 juin            |
|  | Du 17 au 30 avril              |                                |                                |                                | M1 | Caroline | 0                          | 0                          |                            |                            |  |  |                       |                       |                       |                       |  |  | Du 3 au 13 juin            | Du 3 au 13 juin            | Du 3 au 13 juin            | Du 3 au 13 juin            |
|  |                                |                                | E8                             | Floride                        | 4  | 4        |                            |                            |                            |                            |  |  |                       |                       |                       |                       |  |  | Du 3 au 13 juin            | Du 3 au 13 juin            | Du 3 au 13 juin            | Du 3 au 13 juin            |
|  | A1                             | Boston                         | E8                             | Floride                        | 4  | 4        | 3                          | 3                          |                            |                            |  |  |                       |                       |                       |                       |  |  | Du 3 au 13 juin            | Du 3 au 13 juin            | Du 3 au 13 juin            | Du 3 au 13 juin            |
|  | A1                             | Boston                         | Du 19 au 29 mai                |                                |    |          | 3                          | 3                          |                            |                            |  |  |                       |                       |                       |                       |  |  | Du 3 au 13 juin            | Du 3 au 13 juin            | Du 3 au 13 juin            | Du 3 au 13 juin            |
|  | E8                             | Floride                        | 4                              | 4                              |    |          |                            |                            |                            |                            |  |  |                       |                       |                       |                       |  |  | Du 3 au 13 juin            | Du 3 au 13 juin            | Du 3 au 13 juin            | Du 3 au 13 juin            |
|  | E8                             | Floride                        | 4                              | 4                              | E8 | Floride  | 4                          | 4                          |                            |                            |  |  |                       |                       |                       |                       |  |  | Du 3 au 13 juin            | Du 3 au 13 juin            | Du 3 au 13 juin            | Du 3 au 13 juin            |
|  | Du 18 avril au 29 avril        |                                |                                |                                | E8 | Floride  | 4                          | 4                          |                            |                            |  |  |                       |                       |                       |                       |  |  | Du 3 au 13 juin            | Du 3 au 13 juin            | Du 3 au 13 juin            | Du 3 au 13 juin            |
|  |                                |                                | A2                             | Toronto                        | 1  | 1        |                            |                            |                            |                            |  |  |                       |                       |                       |                       |  |  | Du 3 au 13 juin            | Du 3 au 13 juin            | Du 3 au 13 juin            | Du 3 au 13 juin            |
|  | A2                             | Toronto                        | A2                             | Toronto                        | 1  | 1        | 4                          | 4                          |                            |                            |  |  |                       |                       |                       |                       |  |  | Du 3 au 13 juin            | Du 3 au 13 juin            | Du 3 au 13 juin            | Du 3 au 13 juin            |
|  | A2                             | Toronto                        | Du 2 au 15 mai                 |                                |    |          | 4                          | 4                          |                            |                            |  |  |                       |                       |                       |                       |  |  | Du 3 au 13 juin            | Du 3 au 13 juin            | Du 3 au 13 juin            | Du 3 au 13 juin            |
|  | A3                             | Tampa Bay                      | 2                              | 2                              |    |          |                            |                            |                            |                            |  |  |                       |                       |                       |                       |  |  | Du 3 au 13 juin            | Du 3 au 13 juin            | Du 3 au 13 juin            | Du 3 au 13 juin            |
|  | A3                             | Tampa Bay                      | 2                              | 2                              | E8 | Floride  | 1                          | 1                          |                            |                            |  |  |                       |                       |                       |                       |  |  |                            |                            |                            |                            |
|  | Du 18 au 30 avril              |                                |                                |                                | E8 | Floride  | 1                          | 1                          |                            |                            |  |  |                       |                       |                       |                       |  |  |                            |                            |                            |                            |
|  |                                |                                | P1                             | Vegas                          | 4  | 4        |                            |                            |                            |                            |  |  |                       |                       |                       |                       |  |  |                            |                            |                            |                            |
|  | C1                             | Colorado                       | P1                             | Vegas                          | 4  | 4        | 3                          | 3                          |                            |                            |  |  |                       |                       |                       |                       |  |  |                            |                            |                            |                            |
|  | C1                             | Colorado                       |                                |                                |    |          |                            | 3                          |                            |                            |  |  |                       |                       |                       |                       |  |  |                            |                            |                            |                            |
|  | O7                             | Seattle                        | 4                              | 4                              |    |          |                            |                            |                            |                            |  |  |                       |                       |                       |                       |  |  |                            |                            |                            |                            |
|  | O7                             | Seattle                        | 4                              | 4                              | O7 | Seattle  | 3                          | 3                          |                            |                            |  |  |                       |                       |                       |                       |  |  |                            |                            |                            |                            |
|  | Du 17 au 28 avril              |                                |                                |                                | O7 | Seattle  | 3                          | 3                          |                            |                            |  |  |                       |                       |                       |                       |  |  |                            |                            |                            |                            |
|  |                                |                                | C2                             | Dallas                         | 4  | 4        |                            |                            |                            |                            |  |  |                       |                       |                       |                       |  |  |                            |                            |                            |                            |
|  | C2                             | Dallas                         | C2                             | Dallas                         | 4  | 4        | 4                          | 4                          |                            |                            |  |  |                       |                       |                       |                       |  |  |                            |                            |                            |                            |
|  | C2                             | Dallas                         | Du 3 mai au 14 mai             |                                |    |          | 4                          | 4                          |                            |                            |  |  |                       |                       |                       |                       |  |  |                            |                            |                            |                            |
|  | C3                             | Minnesota                      | 2                              | 2                              |    |          |                            |                            |                            |                            |  |  |                       |                       |                       |                       |  |  |                            |                            |                            |                            |
|  | C3                             | Minnesota                      | 2                              | 2                              | C2 | Dallas   | 2                          | 2                          |                            |                            |  |  |                       |                       |                       |                       |  |  |                            |                            |                            |                            |
|  | Du 18 avril au 27 avril        |                                |                                |                                | C2 | Dallas   | 2                          | 2                          |                            |                            |  |  |                       |                       |                       |                       |  |  |                            |                            |                            |                            |
|  |                                |                                | P1                             | Vegas                          | 4  | 4        |                            |                            |                            |                            |  |  |                       |                       |                       |                       |  |  |                            |                            |                            |                            |
|  | P1                             | Vegas                          | P1                             | Vegas                          | 4  | 4        | 4                          | 4                          |                            |                            |  |  |                       |                       |                       |                       |  |  |                            |                            |                            |                            |
|  | P1                             | Vegas                          |                                |                                |    |          |                            | 4                          |                            |                            |  |  |                       |                       |                       |                       |  |  |                            |                            |                            |                            |
|  | O8                             | Winnipeg                       | 1                              | 1                              |    |          |                            |                            |                            |                            |  |  |                       |                       |                       |                       |  |  |                            |                            |                            |                            |
|  | O8                             | Winnipeg                       | 1                              | 1                              | P1 | Vegas    | 4                          | 4                          |                            |                            |  |  |                       |                       |                       |                       |  |  |                            |                            |                            |                            |
|  | Du 17 avril au 29 avril        |                                |                                |                                | P1 | Vegas    | 4                          | 4                          |                            |                            |  |  |                       |                       |                       |                       |  |  |                            |                            |                            |                            |
|  |                                |                                | P2                             | Edmonton                       | 2  | 2        |                            |                            |                            |                            |  |  |                       |                       |                       |                       |  |  |                            |                            |                            |                            |
|  | P2                             | Edmonton                       | P2                             | Edmonton                       | 2  | 2        | 4                          | 4                          |                            |                            |  |  |                       |                       |                       |                       |  |  |                            |                            |                            |                            |
|  | P2                             | Edmonton                       |                                |                                |    |          |                            | 4                          |                            |                            |  |  |                       |                       |                       |                       |  |  |                            |                            |                            |                            |
|  | P3                             | Los Angeles                    | 2                              | 2                              |    |          |                            |                            |                            |                            |  |  |                       |                       |                       |                       |  |  |                            |                            |                            |                            |
|  | P3                             | Los Angeles                    | 2                              | 2                              |    |          |                            |                            |                            |                            |  |  |                       |                       |                       |                       |  |  |                            |                            |                            |                            |
|  |                                |                                |                                |                                |    |          |                            |                            |                            |                            |  |  |                       |                       |                       |                       |  |  |                            |                            |                            |                            |

## Détails des matchs

### Quarts de finale d'association

#### Caroline contre Islanders de New York
| 17 avril | Caroline | 2-1 (1-0, 1-1, 0-0) | New York | PNC Arena 18 680 spectateurs |

| Feuille de match | Feuille de match                                                              | Feuille de match | Feuille de match     | Feuille de match                                                  |
| ---------------- | ----------------------------------------------------------------------------- | ---------------- | -------------------- | ----------------------------------------------------------------- |
|                  | Aho (Burns, Nečas) — 3 min 47 s (SN) Noesen (Burns, Nečas) — 22 min 27 s (SN) | 1-0 2-0 2-1      | Pulock — 22 min 51 s | Arbitrage : Gord Dwyer, Jon McIsaac David Brisebois, Ryan Gibbons |
| Raanta           | Gardiens                                                                      | Sorokine         |                      | Arbitrage : Gord Dwyer, Jon McIsaac David Brisebois, Ryan Gibbons |
| 8 min            | Pénalités                                                                     | 8 min            |                      | Arbitrage : Gord Dwyer, Jon McIsaac David Brisebois, Ryan Gibbons |
| 37               | Tirs                                                                          | 26               |                      | Arbitrage : Gord Dwyer, Jon McIsaac David Brisebois, Ryan Gibbons |

| 19 avril | Caroline | 4-3 (pr) (1-0, 1-2, 1-1, 1-0) | New York | PNC Arena 18 680 spectateurs |

| Feuille de match | Feuille de match | Feuille de match            | Feuille de match                                                                                              | Feuille de match                                                       |
| ---------------- | --- | --------------------------- | --- | ---------------------------------------------------------------------- |
|                  | Stastny (Slavin, Jarvis) — 5 min 49 s Noesen — 27 min 19 s (SN) Slavin (Aho, Burns) — 52 min 19 s Fast (J. Staal, Burns) — 65 min 3 s | 1-0 2-0 2-1 2-2 2-3 3-3 4-3 | Palmieri (Dobson, Nelson) — 30 min 48 s Barzal (Pelech) — 39 min 39 s Nelson (Palmieri, Dobson) — 49 min 18 s | Arbitrage : Francis Charron, Jake Brenk Jonny Murray, Travis Gawryletz |
| Raanta           | Gardiens | Sorokine                    | | Arbitrage : Francis Charron, Jake Brenk Jonny Murray, Travis Gawryletz |
| 2 min            | Pénalités | 12 min                      | | Arbitrage : Francis Charron, Jake Brenk Jonny Murray, Travis Gawryletz |
| 36               | Tirs | 26                          | | Arbitrage : Francis Charron, Jake Brenk Jonny Murray, Travis Gawryletz |

| 21 avril | New York | 5-1 (0-0, 1-1, 4-0) | Caroline | UBS Arena 17 255 spectateurs |

| Feuille de match | Feuille de match | Feuille de match        | Feuille de match                   | Feuille de match                                                    |
| ---------------- | --- | ----------------------- | ---------------------------------- | ------------------------------------------------------------------- |
|                  | Cizikas (Pulock) — 32 min 49 s Palmieri (Aho, Pageau) — 56 min 9 s (SN) Martin (Palmieri, Mayfield) — 56 min 53 s Mayfield — 58 min 11 s (CV) Lee (Cizikas, Pulock) — 58 min 27 s | 1-0 1-1 2-1 3-1 4-1 5-1 | Fast (J. Staal) — 36 min 56 s (IN) | Arbitrage : TJ Luxmore, Dan O'Rourke Brad Kovachik, Kyle Flemington |
| Sorokine         | Gardiens | Raanta                  |                                    | Arbitrage : TJ Luxmore, Dan O'Rourke Brad Kovachik, Kyle Flemington |
| 38 min           | Pénalités | 40 min                  |                                    | Arbitrage : TJ Luxmore, Dan O'Rourke Brad Kovachik, Kyle Flemington |
| 37               | Tirs | 31                      |                                    | Arbitrage : TJ Luxmore, Dan O'Rourke Brad Kovachik, Kyle Flemington |

| 23 avril | New York | 2-5 (0-1, 0-2, 2-2) | Caroline | UBS Arena 17 255 spectateurs |

| Feuille de match | Feuille de match                                                   | Feuille de match            | Feuille de match | Feuille de match                                                            |
| ---------------- | ------------------------------------------------------------------ | --------------------------- | --- | --------------------------------------------------------------------------- |
|                  | Pelech (Nelson) — 43 min 14 s Horvat (Mayfield) — 57 min 57 s (IN) | 0-1 0-2 0-3 0-4 1-4 1-5 2-5 | Jarvis (Noesen, Burns) — 4 min 5 s (SN) Nečas (Noesen, Aho) — 21 min 15 s (SN) Aho (MacEachern) — 33 min 30 s Jarvis (Aho, Pesce) — 41 min 20 s MacEachern (Skjei) — 54 min 1 s | Arbitrage : Wes McCauley, Frederick L'Ecuyer Kiel Murchison, Libor Suchanek |
| Sorokine         | Gardiens                                                           | Raanta                      | | Arbitrage : Wes McCauley, Frederick L'Ecuyer Kiel Murchison, Libor Suchanek |
| 24 min           | Pénalités                                                          | 10 min                      | | Arbitrage : Wes McCauley, Frederick L'Ecuyer Kiel Murchison, Libor Suchanek |
| 29               | Tirs                                                               | 29                          | | Arbitrage : Wes McCauley, Frederick L'Ecuyer Kiel Murchison, Libor Suchanek |

| 25 avril | Caroline | 2-3 (0-1, 1-2, 1-0) | New York | PNC Arena 18 680 spectateurs |

| Feuille de match | Feuille de match                                                                     | Feuille de match    | Feuille de match                                                                                     | Feuille de match                                                                |
| ---------------- | ------------------------------------------------------------------------------------ | ------------------- | --- | ------------------------------------------------------------------------------- |
|                  | Stastny (Chatfield, Puljujärvi) — 33 min 10 s Aho (Jarvis, Kotkaniemi) — 50 min 28 s | 0-1 0-2 1-2 1-3 2-3 | Engvall (Nelson) — 10 min 27 s Nelson (Engvall, Palmieri) — 23 min 16 s Barzal (Horvat) — 38 min 5 s | Arbitrage : Kendrick Nicholson, Kelly Sutherland Matt MacPherson, Jesse Marquis |
| Raanta           | Gardiens                                                                             | Sorokine            | | Arbitrage : Kendrick Nicholson, Kelly Sutherland Matt MacPherson, Jesse Marquis |
| 6 min            | Pénalités                                                                            | 8 min               | | Arbitrage : Kendrick Nicholson, Kelly Sutherland Matt MacPherson, Jesse Marquis |
| 36               | Tirs                                                                                 | 22                  | | Arbitrage : Kendrick Nicholson, Kelly Sutherland Matt MacPherson, Jesse Marquis |

| 28 avril | New York | 1-2 (pr) (1-0, 0-0, 0-1, 0-1) | Caroline | UBS Arena 17 255 spectateurs |

| Feuille de match | Feuille de match                           | Feuille de match | Feuille de match                                    | Feuille de match                                               |
| ---------------- | ------------------------------------------ | ---------------- | --------------------------------------------------- | -------------------------------------------------------------- |
|                  | Clutterbuck (Pulock, Cizikas) — 9 min 21 s | 1-0 1-1 1-2      | Aho (Pesce) — 49 min 24 s Stastny (Stepan) — 66 min | Arbitrage : Steve Kozari, Chris Lee Steve Barton, James Tobias |
| Sorokine         | Gardiens                                   | Andersen         |                                                     | Arbitrage : Steve Kozari, Chris Lee Steve Barton, James Tobias |
| 4 min            | Pénalités                                  | 6 min            |                                                     | Arbitrage : Steve Kozari, Chris Lee Steve Barton, James Tobias |
| 34               | Tirs                                       | 41               |                                                     | Arbitrage : Steve Kozari, Chris Lee Steve Barton, James Tobias |

#### New Jersey contre Rangers de New York
| 18 avril | New Jersey | 1-5 (0-2, 0-1, 1-2) | New York | Prudential Center 16 514 spectateurs |

| Feuille de match | Feuille de match             | Feuille de match        | Feuille de match | Feuille de match                                                       |
| ---------------- | ---------------------------- | ----------------------- | --- | ---------------------------------------------------------------------- |
|                  | J. Hughes — 57 min 14 s (TP) | 0-1 0-2 0-3 0-4 1-4 1-5 | Tarassenko (Miller, Panarine) — 4 min 58 s Kreider (Fox, Panarine) — 9 min 30 s (SN) Lindgren (Fox, Chytil) — 36 min 57 s Kreider (Fox, Kane) — 51 min 7 s (SN) Chytil (Kakko, Fox) — 58 min 2 s (CV) | Arbitrage : Kevin Pollock, Garrett Rank Kiel Murchison, Libor Suchanek |
| Vaněček          | Gardiens                     | Chestiorkine            | | Arbitrage : Kevin Pollock, Garrett Rank Kiel Murchison, Libor Suchanek |
| 6 min            | Pénalités                    | 8 min                   | | Arbitrage : Kevin Pollock, Garrett Rank Kiel Murchison, Libor Suchanek |
| 28               | Tirs                         | 23                      | | Arbitrage : Kevin Pollock, Garrett Rank Kiel Murchison, Libor Suchanek |

| 20 avril | New Jersey | 1-5 (1-0, 0-3, 0-2) | New York | Prudential Center 16 760 spectateurs |

| Feuille de match | Feuille de match                         | Feuille de match        | Feuille de match | Feuille de match                                                           |
| ---------------- | ---------------------------------------- | ----------------------- | --- | -------------------------------------------------------------------------- |
|                  | Haula (McLeod, Palát) — 11 min 44 s (SN) | 1-0 1-1 1-2 1-3 1-4 1-5 | Tarassenko (Fox, Lindgren) — 25 min 53 s Kreider (Kane, Zibanejad) — 29 min 57 s (SN) Kreider (Kane, Fox) — 36 min (SN) Kane — 46 min 34 s Kakko (Chytil, Mikkola) — 53 min 5 s | Arbitrage : Wes McCauley, Frederick L'Ecuyer David Brisebois, Ryan Gibbons |
| Vaněček          | Gardiens                                 | Chestiorkine            | | Arbitrage : Wes McCauley, Frederick L'Ecuyer David Brisebois, Ryan Gibbons |
| 71 min           | Pénalités                                | 65 min                  | | Arbitrage : Wes McCauley, Frederick L'Ecuyer David Brisebois, Ryan Gibbons |
| 23               | Tirs                                     | 30                      | | Arbitrage : Wes McCauley, Frederick L'Ecuyer David Brisebois, Ryan Gibbons |

| 22 avril | New York | 1-2 (pr) (0-0, 1-1, 0-0, 0-1) | New Jersey | Madison Square Garden 18 006 spectateurs |

| Feuille de match | Feuille de match                        | Feuille de match | Feuille de match                                                                        | Feuille de match                                                               |
| ---------------- | --------------------------------------- | ---------------- | --------------------------------------------------------------------------------------- | ------------------------------------------------------------------------------ |
|                  | Kreider (Zibanejad, Kane) — 23 min 39 s | 1-0 1-1 1-2      | J. Hughes (Hamilton, Bratt) — 30 min 37 s (SN) Hamilton (Bratt, Hischier) — 71 min 36 s | Arbitrage : Kendrick Nicholson, Kelly Sutherland David Brisebois, Ryan Gibbons |
| Chestiorkine     | Gardiens                                | Schmid           |                                                                                         | Arbitrage : Kendrick Nicholson, Kelly Sutherland David Brisebois, Ryan Gibbons |
| 8 min            | Pénalités                               | 12 min           |                                                                                         | Arbitrage : Kendrick Nicholson, Kelly Sutherland David Brisebois, Ryan Gibbons |
| 36               | Tirs                                    | 28               |                                                                                         | Arbitrage : Kendrick Nicholson, Kelly Sutherland David Brisebois, Ryan Gibbons |

| 24 avril | New York | 1-3 (0-1, 0-0, 1-2) | New Jersey | Madison Square Garden 18 006 spectateurs |

| Feuille de match | Feuille de match                       | Feuille de match | Feuille de match | Feuille de match                                                    |
| ---------------- | -------------------------------------- | ---------------- | --- | ------------------------------------------------------------------- |
|                  | Trocheck (Kreider, Kane) — 41 min 42 s | 0-1 1-1 1-2 1-3  | J. Hughes (Siegenthaler) — 2 min 50 s Siegenthaler (Hischier, Hamilton) — 48 min 22 s Palát (Bratt, Haula) — 59 min 34 s (CV) | Arbitrage : Francis Charron, Jake Brenk Bryan Pancich, Andrew Smith |
| Chestiorkine     | Gardiens                               | Schmid           | | Arbitrage : Francis Charron, Jake Brenk Bryan Pancich, Andrew Smith |
| 4 min            | Pénalités                              | 6 min            | | Arbitrage : Francis Charron, Jake Brenk Bryan Pancich, Andrew Smith |
| 23               | Tirs                                   | 23               | | Arbitrage : Francis Charron, Jake Brenk Bryan Pancich, Andrew Smith |

| 27 avril | New Jersey | 4-0 (1-0, 2-0, 1-0) | New York | Prudential Center 17 114 spectateurs |

| Feuille de match | Feuille de match | Feuille de match | Feuille de match | Feuille de match                                                            |
| ---------------- | --- | ---------------- | ---------------- | --------------------------------------------------------------------------- |
|                  | Palát — 39 s Haula (Mercer, Severson) — 23 min 27 s (SN) Mercer (Haula) — 33 min 32 s (IN) Haula (Hischier, Graves) — 54 min 48 s (CV) | 1-0 2-0 3-0 4-0  |                  | Arbitrage : Chris Rooney, Graham Skilliter Scott Cherrey, Brandon Gawryletz |
| Schmid           | Gardiens | Chestiorkine     |                  | Arbitrage : Chris Rooney, Graham Skilliter Scott Cherrey, Brandon Gawryletz |
| 13 min           | Pénalités | 29 min           |                  | Arbitrage : Chris Rooney, Graham Skilliter Scott Cherrey, Brandon Gawryletz |
| 43               | Tirs | 23               |                  | Arbitrage : Chris Rooney, Graham Skilliter Scott Cherrey, Brandon Gawryletz |

| 29 avril | New York | 5-2 (1-1, 2-0, 2-1) | New Jersey | Madison Square Garden 18 006 spectateurs |

| Feuille de match | Feuille de match | Feuille de match                          | Feuille de match                                                                     | Feuille de match                                                    |
| ---------------- | --- | ----------------------------------------- | ------------------------------------------------------------------------------------ | ------------------------------------------------------------------- |
|                  | Kreider (Zibanejad, Fox) — 19 min 35 s (SN) Zibanejad (Kreider, Tarassenko) — 30 min 10 s Tarassenko (Kreider, Fox) — 38 min 25 s Goodrow (Vesey) — 47 min 23 s Schneider (Mikkola, Chytil) — 52 min 28 s | 0-1 1-1 2-1 3-1 4-1 5-1 5-2               | Lazar (Bahl, Severson) — 11 min 49 s Mercer (Hischier, J. Hughes) — 55 min 12 s (SN) | Arbitrage : Jean Hebert, Kyle Rehman Matt MacPherson, Jesse Marquis |
| Chestiorkine     | Gardiens | Schmid (52 min 28 s) Vaněček (2 min 18 s) |                                                                                      | Arbitrage : Jean Hebert, Kyle Rehman Matt MacPherson, Jesse Marquis |
| 16 min           | Pénalités | 18 min                                    |                                                                                      | Arbitrage : Jean Hebert, Kyle Rehman Matt MacPherson, Jesse Marquis |
| 29               | Tirs | 36                                        |                                                                                      | Arbitrage : Jean Hebert, Kyle Rehman Matt MacPherson, Jesse Marquis |

| 1er mai | New Jersey | 4-0 (0-0, 2-0, 2-0) | New York | Prudential Center 17 241 spectateurs |

| Feuille de match | Feuille de match | Feuille de match | Feuille de match | Feuille de match                                                |
| ---------------- | --- | ---------------- | ---------------- | --------------------------------------------------------------- |
|                  | McLeod (Palát) — 29 min 53 s (IN) Tatar (Marino, Hischier) — 35 min 39 s Haula (J. Hughes, Palát) — 54 min 27 s Bratt (Marino) — 56 min 41 s (CV) | 1-0 2-0 3-0 4-0  |                  | Arbitrage : Gord Dwyer, Wes McCauley Scott Cherrey, Bevan Mills |
| Schmid           | Gardiens | Chestiorkine     |                  | Arbitrage : Gord Dwyer, Wes McCauley Scott Cherrey, Bevan Mills |
| 8 min            | Pénalités | 6 min            |                  | Arbitrage : Gord Dwyer, Wes McCauley Scott Cherrey, Bevan Mills |
| 24               | Tirs | 31               |                  | Arbitrage : Gord Dwyer, Wes McCauley Scott Cherrey, Bevan Mills |

#### Boston contre Floride
| 17 avril | Boston | 3-1 (1-0, 2-1, 0-0) | Floride | TD Garden 17 850 spectateurs |

| Feuille de match | Feuille de match | Feuille de match | Feuille de match      | Feuille de match                                                       |
| ---------------- | --- | ---------------- | --------------------- | ---------------------------------------------------------------------- |
|                  | Pastrňák (Bertuzzi, Krejčí) — 5 min 58 s (SN) Marchand (McAvoy, Orlov) — 23 min 41 s DeBrusk (Bertuzzi, Zacha) — 37 min 32 s | 1-0 2-0 2-1 3-1  | Tkachuk — 26 min 34 s | Arbitrage : Francis Charron, Jake Brenk Travis Gawryletz, Jonny Murray |
| Ullmark          | Gardiens | Lyon             |                       | Arbitrage : Francis Charron, Jake Brenk Travis Gawryletz, Jonny Murray |
| 4 min            | Pénalités | 4 min            |                       | Arbitrage : Francis Charron, Jake Brenk Travis Gawryletz, Jonny Murray |
| 29               | Tirs | 32               |                       | Arbitrage : Francis Charron, Jake Brenk Travis Gawryletz, Jonny Murray |

| 19 avril | Boston | 3-6 (0-0, 2-2, 1-4) | Floride | TD Garden 17 850 spectateurs |

| Feuille de match | Feuille de match | Feuille de match                    | Feuille de match | Feuille de match                                                   |
| ---------------- | --- | ----------------------------------- | --- | ------------------------------------------------------------------ |
|                  | Marchand (Nosek) — 32 min 13 s (IN) Bertuzzi (Zacha, Orlov) — 37 min 1 s (SN) Hall (Foligno, Forbort) — 58 min 50 s | 0-1 1-1 1-2 2-2 2-3 2-4 2-5 2-6 3-6 | Bennett (Tkachuk) — 21 min 42 s E. Staal (Cousins) — 34 min 18 s Montour (Reinhart, Barkov) — 40 min 22 s Verhaeghe (Tkachuk) — 47 min Montour (Cousins, White) — 52 min 30 s Luostarinen (Forsling) — 57 min 35 s (CV) | Arbitrage : Gord Dwyer, Jon McIsaac Brad Kovachik, Kyle Flemington |
| Ullmark          | Gardiens | Lyon                                | | Arbitrage : Gord Dwyer, Jon McIsaac Brad Kovachik, Kyle Flemington |
| 60 min           | Pénalités | 32 min                              | | Arbitrage : Gord Dwyer, Jon McIsaac Brad Kovachik, Kyle Flemington |
| 37               | Tirs | 30                                  | | Arbitrage : Gord Dwyer, Jon McIsaac Brad Kovachik, Kyle Flemington |

| 21 avril | Floride | 2-4 (0-1, 0-1, 2-2) | Boston | FLA Live Arena 19 910 spectateurs |

| Feuille de match                          | Feuille de match                                                                             | Feuille de match        | Feuille de match | Feuille de match                                                          |
| ----------------------------------------- | -------------------------------------------------------------------------------------------- | ----------------------- | --- | ------------------------------------------------------------------------- |
|                                           | Forsling (Luostarinen, E. Staal) — 54 min 41 s (IN) Reinhart (Bennett, Barkov) — 55 min 59 s | 0-1 0-2 0-3 0-4 1-4 2-4 | Hall (Orlov) — 2 min 26 s Coyle (Marchand, DeBrusk) — 26 min Pastrňák (Orlov, Bertuzzi) — 48 min 32 s Foligno (Hall, DeBrusk) — 51 min 45 s | Arbitrage : Chris Rooney, Graham Skilliter Matt MacPherson, Jesse Marquis |
| Lyon (48 min 32 s) Bobrovski (7 min 55 s) | Gardiens                                                                                     | Ullmark                 | | Arbitrage : Chris Rooney, Graham Skilliter Matt MacPherson, Jesse Marquis |
| 18 min                                    | Pénalités                                                                                    | 14 min                  | | Arbitrage : Chris Rooney, Graham Skilliter Matt MacPherson, Jesse Marquis |
| 31                                        | Tirs                                                                                         | 35                      | | Arbitrage : Chris Rooney, Graham Skilliter Matt MacPherson, Jesse Marquis |

| 23 avril | Floride | 2-6 (0-1, 1-1, 1-4) | Boston | FLA Live Arena 19 771 spectateurs |

| Feuille de match | Feuille de match                                                                    | Feuille de match                           | Feuille de match | Feuille de match                                                    |
| ---------------- | ----------------------------------------------------------------------------------- | ------------------------------------------ | --- | ------------------------------------------------------------------- |
|                  | Tkachuk (Verhaeghe, Montour) — 36 min Bennett (Montour, Tkachuk) — 46 min 11 s (SN) | 0-1 0-2 1-2 1-3 2-3 2-4 2-5 2-6            | Marchand (Zacha, Bertuzzi) — 9 min 45 s (SN) DeBrusk (Orlov, Hall) — 21 min 52 s (SN) Bertuzzi (Carlo, Foligno) — 42 min 26 s DeBrusk (Zacha, Hall) — 48 min 5 s Hall (Nosek, Ullmark) — 56 min 24 s Hall (Lauko, Hathaway) — 59 min 31 s (CV) | Arbitrage : TJ Luxmore, Dan O'Rourke Matt MacPherson, Jesse Marquis |
| Bobrovski        | Gardiens                                                                            | Ullmark (56 min 49 s) Swayman (3 min 11 s) | | Arbitrage : TJ Luxmore, Dan O'Rourke Matt MacPherson, Jesse Marquis |
| 35 min           | Pénalités                                                                           | 35 min                                     | | Arbitrage : TJ Luxmore, Dan O'Rourke Matt MacPherson, Jesse Marquis |
| 44               | Tirs                                                                                | 31                                         | | Arbitrage : TJ Luxmore, Dan O'Rourke Matt MacPherson, Jesse Marquis |

| 26 avril | Boston | 3-4 (pr) (0-1, 1-1, 2-1, 0-1) | Floride | TD Garden 17 850 spectateurs |

| Feuille de match | Feuille de match | Feuille de match            | Feuille de match | Feuille de match                                                         |
| ---------------- | --- | --------------------------- | --- | ------------------------------------------------------------------------ |
|                  | Marchand (McAvoy) — 22 min 27 s (SN) Bergeron (Marchand, McAvoy) — 44 min 33 s (SN) Hall (Carlo, Coyle) — 49 min 16 s | 0-1 1-1 1-2 2-2 2-3 3-3 3-4 | Duclair (Verhaeghe) — 8 min 26 s Bennett (Verhaeghe, Cousins) — 38 min 52 s Reinhart (Tkachuk, Barkov) — 45 min 14 s (SN) Tkachuk (Verhaeghe) — 66 min 5 s | Arbitrage : Frederick L'Ecuyer, Wes McCauley Bryan Pancich, Andrew Smith |
| Ullmark          | Gardiens | Bobrovski                   | | Arbitrage : Frederick L'Ecuyer, Wes McCauley Bryan Pancich, Andrew Smith |
| 4 min            | Pénalités | 10 min                      | | Arbitrage : Frederick L'Ecuyer, Wes McCauley Bryan Pancich, Andrew Smith |
| 47               | Tirs | 25                          | | Arbitrage : Frederick L'Ecuyer, Wes McCauley Bryan Pancich, Andrew Smith |

| 28 avril | Floride | 7-5 (2-1, 1-1, 4-3) | Boston | FLA Live Arena 18 911 spectateurs |

| Feuille de match | Feuille de match | Feuille de match                                | Feuille de match | Feuille de match                                                       |
| ---------------- | --- | ----------------------------------------------- | --- | ---------------------------------------------------------------------- |
|                  | Montour (Tkachuk, Barkov) — 2 min 1 s (SN) Tkachuk (Cousins) — 13 min 52 s Barkov (Duclair, Verhaeghe) — 29 min 22 s Dalpe (Luostarinen, Lundell) — 47 min 21 s Tkachuk (Lundell, Forsling) — 50 min 49 s (SN) Luostarinen (Montour) — 54 min 22 s Reinhart (Gudas) — 59 min 32 s (CV) | 1-0 1-1 2-1 2-2 3-2 3-3 3-4 4-4 4-5 5-5 6-5 7-5 | Bertuzzi (Marchand, McAvoy) — 6 min 9 s (SN) Pastrňák (Marchand, McAvoy) — 25 min 42 s (SN) Bertuzzi (Carlo, Marchand) — 41 min 31 s Pastrňák (Bertuzzi, Marchand) — 43 min 53 s (SN) DeBrusk (Zacha, Orlov) — 50 min 22 s (IN) | Arbitrage : Eric Furlatt, Trevor Hanson Jonny Murray, Travis Gawryletz |
| Bobrovski        | Gardiens | Ullmark                                         | | Arbitrage : Eric Furlatt, Trevor Hanson Jonny Murray, Travis Gawryletz |
| 12 min           | Pénalités | 14 min                                          | | Arbitrage : Eric Furlatt, Trevor Hanson Jonny Murray, Travis Gawryletz |
| 33               | Tirs | 34                                              | | Arbitrage : Eric Furlatt, Trevor Hanson Jonny Murray, Travis Gawryletz |

| 30 avril | Boston | 3-4 (pr) (0-1, 1-1, 2-1, 0-1) | Floride | TD Garden 17 850 spectateurs |

| Feuille de match | Feuille de match | Feuille de match            | Feuille de match | Feuille de match                                                  |
| ---------------- | --- | --------------------------- | --- | ----------------------------------------------------------------- |
|                  | Krejčí (Orlov, Zacha) — 27 min 52 s (SN) Bertuzzi (Orlov, Krejčí) — 40 min 55 s (SN) Pastrňák (Carlo, Krejčí) — 44 min 11 s | 0-1 0-2 1-2 2-2 3-2 3-3 3-4 | Montour (Lundell, Bobrovski) — 12 min 23 s (SN) Reinhart (Luostarinen, Lundell) — 21 min 14 s Montour (Barkov, Verhaeghe) — 59 min Verhaeghe (Bennett, Tkachuk) — 68 min 35 s | Arbitrage : Steve Kozari, Chris Lee David Brisebois, Jonny Murray |
| Swayman          | Gardiens | Bobrovski                   | | Arbitrage : Steve Kozari, Chris Lee David Brisebois, Jonny Murray |
| 8 min            | Pénalités | 10 min                      | | Arbitrage : Steve Kozari, Chris Lee David Brisebois, Jonny Murray |
| 36               | Tirs | 31                          | | Arbitrage : Steve Kozari, Chris Lee David Brisebois, Jonny Murray |

#### Toronto contre Tampa Bay
| 18 avril | Toronto | 3-7 (0-3, 2-3, 1-1) | Tampa Bay | Scotiabank Arena 19 013 spectateurs |

| Feuille de match                | Feuille de match | Feuille de match                        | Feuille de match | Feuille de match                                                            |
| ------------------------------- | --- | --------------------------------------- | --- | --------------------------------------------------------------------------- |
|                                 | O'Reilly (Tavares, Marner) — 28 min 6 s (SN) Nylander (Matthews, Marner) — 33 min 11 s (SN) Järnkrok (Marner, Matthews) — 48 min 6 s | 0-1 0-2 0-3 1-3 2-3 2-4 2-5 2-6 2-7 3-7 | Bellemare (Perry) — 1 min 18 s Cirelli (Hagel) — 7 min 18 s Koutcherov (Sergatchiov, Killorn) — 19 min 56 s (SN) Point (Koutcherov, Cirelli) — 34 min 29 s (SN) Perry (Colton) — 37 min 54 s (SN) Point (Perry, Koutcherov) — 39 min 58 s (SN) Colton (Perbix, Cole) — 46 min 59 s | Arbitrage : Wes McCauley, Frederick L'Ecuyer Matt MacPherson, Jesse Marquis |
| Samsonov (40 min) Woll (20 min) | Gardiens | Vassilevski                             | | Arbitrage : Wes McCauley, Frederick L'Ecuyer Matt MacPherson, Jesse Marquis |
| 15 min                          | Pénalités | 8 min                                   | | Arbitrage : Wes McCauley, Frederick L'Ecuyer Matt MacPherson, Jesse Marquis |
| 31                              | Tirs | 34                                      | | Arbitrage : Wes McCauley, Frederick L'Ecuyer Matt MacPherson, Jesse Marquis |

| 20 avril | Toronto | 7-2 (3-0, 3-1, 1-1) | Tampa Bay | Scotiabank Arena 19 128 spectateurs |

| Feuille de match | Feuille de match | Feuille de match                    | Feuille de match                                                            | Feuille de match                                                       |
| ---------------- | --- | ----------------------------------- | --------------------------------------------------------------------------- | ---------------------------------------------------------------------- |
|                  | Marner (Rielly, Matthews) — 47 s (SN) Tavares (Rielly) — 12 min 45 s Nylander (Rielly, Matthews) — 15 min 8 s Tavares (Rielly, Nylander) — 33 min 14 s Aston-Reese (Kämpf, Lafferty) — 35 min 52 s Marner (Brodie) — 38 min 2 s Tavares (Marner) — 55 min 6 s (SN) | 1-0 2-0 3-0 3-1 4-1 5-1 6-1 6-2 7-2 | Cole (Stamkos, Point) — 28 min 58 s Perry (Bellemare, Maroon) — 52 min 38 s | Arbitrage : Eric Furlatt, Trevor Hanson Kiel Murchison, Libor Suchanek |
| Samsonov         | Gardiens | Vassilevski                         |                                                                             | Arbitrage : Eric Furlatt, Trevor Hanson Kiel Murchison, Libor Suchanek |
| 23 min           | Pénalités | 49 min                              |                                                                             | Arbitrage : Eric Furlatt, Trevor Hanson Kiel Murchison, Libor Suchanek |
| 37               | Tirs | 22                                  |                                                                             | Arbitrage : Eric Furlatt, Trevor Hanson Kiel Murchison, Libor Suchanek |

| 22 avril | Tampa Bay | 3-4 (pr) (2-2, 1-0, 0-1, 0-1) | Toronto | Amalie Arena 19 092 spectateurs |

| Feuille de match | Feuille de match | Feuille de match            | Feuille de match | Feuille de match                                                         |
| ---------------- | --- | --------------------------- | --- | ------------------------------------------------------------------------ |
|                  | Cirelli (Killorn, Hagel) — 4 min 50 s Hagel (Perry, Colton) — 19 min 28 s Raddysh (Koutcherov, Stamkos) — 33 min 34 s | 0-1 1-1 1-2 2-2 3-2 3-3 3-4 | Acciari (Knies, O'Reilly) — 3 min 24 s Matthews (Marner, Järnkrok) — 11 min 10 s O'Reilly (Nylander, Marner) — 59 min Rielly (O'Reilly) — 79 min 15 s | Arbitrage : Francis Charron, Jake Brenk Brandon Gawryletz, Scott Cherrey |
| Vassilevski      | Gardiens | Samsonov                    | | Arbitrage : Francis Charron, Jake Brenk Brandon Gawryletz, Scott Cherrey |
| 18 min           | Pénalités | 18 min                      | | Arbitrage : Francis Charron, Jake Brenk Brandon Gawryletz, Scott Cherrey |
| 39               | Tirs | 27                          | | Arbitrage : Francis Charron, Jake Brenk Brandon Gawryletz, Scott Cherrey |

| 24 avril | Tampa Bay | 4-5 (pr) (2-0, 2-1, 0-3, 0-1) | Toronto | Amalie Arena 19 092 spectateurs |

| Feuille de match | Feuille de match | Feuille de match                    | Feuille de match | Feuille de match                                                            |
| ---------------- | --- | ----------------------------------- | --- | --------------------------------------------------------------------------- |
|                  | Killorn (Koutcherov, Hedman) — 9 min 57 s (SN) Sergatchiov (Koutcherov, Point) — 18 min 27 s Stamkos (Hedman, Perbix) — 31 min 31 s Killorn (Hagel, Sergatchiov) — 38 min 49 s | 1-0 2-0 2-1 3-1 4-1 4-2 4-3 4-4 4-5 | Acciari (Holl, O'Reilly) — 24 min 51 s Matthews (Marner, Nylander) — 49 min 44 s Matthews (Nylander, Giordano) — 52 min 29 s (SN) Rielly (Marner, O'Reilly) — 56 min 4 s Kerfoot (Giordano, Nylander) — 64 min 14 s (SN) | Arbitrage : Chris Rooney, Graham Skilliter Scott Cherrey, Brandon Gawryletz |
| Vassilevski      | Gardiens | Samsonov                            | | Arbitrage : Chris Rooney, Graham Skilliter Scott Cherrey, Brandon Gawryletz |
| 10 min           | Pénalités | 8 min                               | | Arbitrage : Chris Rooney, Graham Skilliter Scott Cherrey, Brandon Gawryletz |
| 31               | Tirs | 37                                  | | Arbitrage : Chris Rooney, Graham Skilliter Scott Cherrey, Brandon Gawryletz |

| 27 avril | Toronto | 2-4 (1-1, 0-1, 1-2) | Tampa Bay | Scotiabank Arena 19 663 spectateurs |

| Feuille de match | Feuille de match                                                              | Feuille de match        | Feuille de match | Feuille de match                                                |
| ---------------- | ----------------------------------------------------------------------------- | ----------------------- | --- | --------------------------------------------------------------- |
|                  | Rielly (Knies, Tavares) — 5 min 46 s Matthews (Tavares, Marner) — 56 min 26 s | 1-0 1-1 1-2 1-3 2-3 2-4 | Cirelli (Hagel, Perbix) — 6 min 12 s Eyssimont (Bogosian, Cole) — 24 min 23 s Paul (Colton, Eyssimont) — 51 min 53 s Killorn (Hedman, Cirelli) — 59 min 55 s (CV) | Arbitrage : Kyle Rehman, Jean Hebert Michel Cormier, Devin Berg |
| Samsonov         | Gardiens                                                                      | Vassilevski             | | Arbitrage : Kyle Rehman, Jean Hebert Michel Cormier, Devin Berg |
| 4 min            | Pénalités                                                                     | 4 min                   | | Arbitrage : Kyle Rehman, Jean Hebert Michel Cormier, Devin Berg |
| 30               | Tirs                                                                          | 38                      | | Arbitrage : Kyle Rehman, Jean Hebert Michel Cormier, Devin Berg |

| 29 avril | Tampa Bay | 1-2 (pr) (0-0, 0-1, 1-0, 0-1) | Toronto | Amalie Arena 19 092 spectateurs |

| Feuille de match | Feuille de match                         | Feuille de match | Feuille de match                                                      | Feuille de match                                                 |
| ---------------- | ---------------------------------------- | ---------------- | --------------------------------------------------------------------- | ---------------------------------------------------------------- |
|                  | Stamkos (Raddysh, Cirelli) — 44 min 11 s | 0-1 1-1 1-2      | Matthews (Brodie) — 33 min 47 s Tavares (Knies, Rielly) — 64 min 36 s | Arbitrage : TJ Luxmore, Dan O'Rourke Bryan Pancich, Andrew Smith |
| Vassilevski      | Gardiens                                 | Samsonov         |                                                                       | Arbitrage : TJ Luxmore, Dan O'Rourke Bryan Pancich, Andrew Smith |
| 4 min            | Pénalités                                | 4 min            |                                                                       | Arbitrage : TJ Luxmore, Dan O'Rourke Bryan Pancich, Andrew Smith |
| 32               | Tirs                                     | 22               |                                                                       | Arbitrage : TJ Luxmore, Dan O'Rourke Bryan Pancich, Andrew Smith |

#### Colorado contre Seattle
| 18 avril | Colorado | 1-3 (1-1, 0-1, 0-1) | Seattle | Ball Arena 18 138 spectateurs |

| Feuille de match | Feuille de match                          | Feuille de match | Feuille de match                                                                                          | Feuille de match                                               |
| ---------------- | ----------------------------------------- | ---------------- | --- | -------------------------------------------------------------- |
|                  | Rantanen (MacKinnon, Byram) — 12 min 35 s | 0-1 1-1 1-2 1-3  | Tolvanen — 3 min 26 s Wennberg (Schwartz, Oleksiak) — 21 min 20 s Geekie (Wennberg, Schultz) — 44 min 3 s | Arbitrage : Steve Kozari, Chris Lee Michel Cormier, Devin Berg |
| Gueorguiev       | Gardiens                                  | Grubauer         | | Arbitrage : Steve Kozari, Chris Lee Michel Cormier, Devin Berg |
| 6 min            | Pénalités                                 | 4 min            | | Arbitrage : Steve Kozari, Chris Lee Michel Cormier, Devin Berg |
| 35               | Tirs                                      | 30               | | Arbitrage : Steve Kozari, Chris Lee Michel Cormier, Devin Berg |

| 20 avril | Colorado | 3-2 (0-2, 2-0, 1-0) | Seattle | Ball Arena 18 141 spectateurs |

| Feuille de match | Feuille de match | Feuille de match    | Feuille de match                                                          | Feuille de match                                                            |
| ---------------- | --- | ------------------- | ------------------------------------------------------------------------- | --------------------------------------------------------------------------- |
|                  | Lehkonen (Makar, Byram) — 26 min 42 s Nitchouchkine (Rodrigues, Toews) — 27 min 30 s Toews (Lehkonen, Girard) — 52 min 59 s | 0-1 0-2 1-2 2-2 3-2 | Schultz (Tolvanen, Gourde) — 2 min 40 s Tanev (Gourde) — 13 min 27 s (IN) | Arbitrage : Kendrick Nicholson, Kelly Sutherland Steve Barton, James Tobias |
| Gueorguiev       | Gardiens | Grubauer            |                                                                           | Arbitrage : Kendrick Nicholson, Kelly Sutherland Steve Barton, James Tobias |
| 8 min            | Pénalités | 8 min               |                                                                           | Arbitrage : Kendrick Nicholson, Kelly Sutherland Steve Barton, James Tobias |
| 41               | Tirs | 29                  |                                                                           | Arbitrage : Kendrick Nicholson, Kelly Sutherland Steve Barton, James Tobias |

| 22 avril | Seattle | 4-6 (1-2, 2-1, 1-3) | Colorado | Climate Pledge Arena 17 151 spectateurs |

| Feuille de match | Feuille de match | Feuille de match                        | Feuille de match | Feuille de match                                                    |
| ---------------- | --- | --------------------------------------- | --- | ------------------------------------------------------------------- |
|                  | Schwartz (Schultz, Wennberg) — 6 min 8 s Oleksiak (Gourde, Bjorkstrand) — 32 min 51 s Beniers (McCann, Eberle) — 33 min 10 s Schwartz (Schultz) — 59 min 20 s (SN) | 1-0 1-1 1-2 1-3 2-3 3-3 3-4 3-5 3-6 4-6 | Compher (Makar, Lehkonen) — 16 min 7 s (IN) MacKinnon (Rantanen, Toews) — 19 min 15 s Makar (Newhook) — 24 min 33 s Rantanen (Toews) — 43 min 1 s MacKinnon (Byram, Rodrigues) — 44 min 29 s Rantanen (Lehkonen) — 57 min 46 s (CV) | Arbitrage : Jean Hebert, Kyle Rehman Jonny Murray, Travis Gawryletz |
| Grubauer         | Gardiens | Gueorguiev                              | | Arbitrage : Jean Hebert, Kyle Rehman Jonny Murray, Travis Gawryletz |
| 6 min            | Pénalités | 12 min                                  | | Arbitrage : Jean Hebert, Kyle Rehman Jonny Murray, Travis Gawryletz |
| 29               | Tirs | 34                                      | | Arbitrage : Jean Hebert, Kyle Rehman Jonny Murray, Travis Gawryletz |

| 24 avril | Seattle | 3-2 (pr) (2-0, 0-2, 0-0, 1-0) | Colorado | Climate Pledge Arena 17 151 spectateurs |

| Feuille de match | Feuille de match                                                                                                | Feuille de match    | Feuille de match                                                                           | Feuille de match                                                       |
| ---------------- | --- | ------------------- | ------------------------------------------------------------------------------------------ | ---------------------------------------------------------------------- |
|                  | Borgen (Larsson, Tanev) — 3 min 56 s Sprong (Schultz) — 10 min 9 s (SN) Eberle (Schwartz, Sprong) — 63 min (SN) | 1-0 2-0 2-1 2-2 3-2 | Rantanen (MacKinnon, Rodrigues) — 34 min 8 s Rantanen (Girard, Compher) — 39 min 10 s (SN) | Arbitrage : Eric Furlatt, Trevor Hanson Jonny Murray, Travis Gawryletz |
| Grubauer         | Gardiens | Gueorguiev          |                                                                                            | Arbitrage : Eric Furlatt, Trevor Hanson Jonny Murray, Travis Gawryletz |
| 8 min            | Pénalités | 12 min              |                                                                                            | Arbitrage : Eric Furlatt, Trevor Hanson Jonny Murray, Travis Gawryletz |
| 43               | Tirs | 22                  |                                                                                            | Arbitrage : Eric Furlatt, Trevor Hanson Jonny Murray, Travis Gawryletz |

| 26 avril | Colorado | 2-3 (0-0, 1-2, 1-1) | Seattle | Ball Arena 18 143 spectateurs |

| Feuille de match | Feuille de match                                                              | Feuille de match    | Feuille de match | Feuille de match                                                         |
| ---------------- | ----------------------------------------------------------------------------- | ------------------- | --- | ------------------------------------------------------------------------ |
|                  | MacKinnon (Rantanen) — 27 min 55 s Rodrigues (Toews, MacKinnon) — 56 min 23 s | 0-1 1-1 1-2 1-3 2-3 | Geekie (Schwartz, Wennberg) — 26 min 35 s Kartye (Eberle, Borgen) — 29 min 59 s Gourde (Soucy, Bjorkstrand) — 41 min 40 s | Arbitrage : Frederick L'Ecuyer, Wes McCauley Bryan Pancich, Andrew Smith |
| Gueorguiev       | Gardiens                                                                      | Grubauer            | | Arbitrage : Frederick L'Ecuyer, Wes McCauley Bryan Pancich, Andrew Smith |
| 4 min            | Pénalités                                                                     | 4 min               | | Arbitrage : Frederick L'Ecuyer, Wes McCauley Bryan Pancich, Andrew Smith |
| 28               | Tirs                                                                          | 29                  | | Arbitrage : Frederick L'Ecuyer, Wes McCauley Bryan Pancich, Andrew Smith |

| 28 avril | Seattle | 1-4 (1-1, 0-2, 0-1) | Colorado | Climate Pledge Arena 17 151 spectateurs |

| Feuille de match | Feuille de match   | Feuille de match    | Feuille de match | Feuille de match                                                  |
| ---------------- | ------------------ | ------------------- | --- | ----------------------------------------------------------------- |
|                  | Dunn — 15 min 48 s | 1-0 1-1 1-2 1-3 1-4 | Rantanen (Rodrigues, Toews) — 19 min 40 s Johnson (Rantanen) — 27 min 21 s Lehkonen (Toews, Makar) — 36 min 57 s Lehkonen (Makar, Eller) — 59 min 48 s (CV) | Arbitrage : Gord Dwyer, Jon McIsaac Kyle Flemington, Ryan Gibbons |
| Grubauer         | Gardiens           | Gueorguiev          | | Arbitrage : Gord Dwyer, Jon McIsaac Kyle Flemington, Ryan Gibbons |
| 12 min           | Pénalités          | 8 min               | | Arbitrage : Gord Dwyer, Jon McIsaac Kyle Flemington, Ryan Gibbons |
| 23               | Tirs               | 39                  | | Arbitrage : Gord Dwyer, Jon McIsaac Kyle Flemington, Ryan Gibbons |

| 30 avril | Colorado | 1-2 (0-0, 1-2, 0-0) | Seattle | Ball Arena 18 143 spectateurs |

| Feuille de match | Feuille de match                               | Feuille de match | Feuille de match                                                                         | Feuille de match                                                      |
| ---------------- | ---------------------------------------------- | ---------------- | ---------------------------------------------------------------------------------------- | --------------------------------------------------------------------- |
|                  | Rantanen (MacKinnon, Toews) — 39 min 32 s (SN) | 0-1 0-2 1-2      | Bjorkstrand (Gourde, Larsson) — 23 min 24 s Bjorkstrand (Tolvanen, Gourde) — 27 min 22 s | Arbitrage : Chris Rooney, Graham Skilliter Devin Berg, Michel Cormier |
| Gueorguiev       | Gardiens                                       | Grubauer         |                                                                                          | Arbitrage : Chris Rooney, Graham Skilliter Devin Berg, Michel Cormier |
| 0 min            | Pénalités                                      | 2 min            |                                                                                          | Arbitrage : Chris Rooney, Graham Skilliter Devin Berg, Michel Cormier |
| 34               | Tirs                                           | 27               |                                                                                          | Arbitrage : Chris Rooney, Graham Skilliter Devin Berg, Michel Cormier |

#### Dallas contre Minnesota
| 17 avril | Dallas | 2-3 (2 pr) (0-1, 2-1, 0-0, 0-0, 0-1) | Minnesota | American Airlines Center 18 532 spectateurs |

| Feuille de match | Feuille de match                                                                  | Feuille de match    | Feuille de match | Feuille de match                                                    |
| ---------------- | --------------------------------------------------------------------------------- | ------------------- | --- | ------------------------------------------------------------------- |
|                  | Hintz (Benn) — 22 min 8 s (SN) Robertson (Heiskanen, Pavelski) — 24 min 13 s (SN) | 0-1 1-1 2-1 2-2 2-3 | Kaprizov (Spurgeon, Zuccarello Aasen) — 19 min 12 s (SN) Steel (Nyquist) — 34 min 25 s Hartman (Steel) — 92 min 20 s | Arbitrage : Dan O'Rourke, TJ Luxmore Kyle Flemington, Brad Kovachik |
| Oettinger        | Gardiens                                                                          | Gustavsson          | | Arbitrage : Dan O'Rourke, TJ Luxmore Kyle Flemington, Brad Kovachik |
| 22 min           | Pénalités                                                                         | 14 min              | | Arbitrage : Dan O'Rourke, TJ Luxmore Kyle Flemington, Brad Kovachik |
| 53               | Tirs                                                                              | 48                  | | Arbitrage : Dan O'Rourke, TJ Luxmore Kyle Flemington, Brad Kovachik |

| 19 avril | Dallas | 7-3 (2-1, 4-2, 1-0) | Minnesota | American Airlines Center 18 532 spectateurs |

| Feuille de match | Feuille de match | Feuille de match                        | Feuille de match | Feuille de match                                                            |
| ---------------- | --- | --------------------------------------- | --- | --------------------------------------------------------------------------- |
|                  | Hintz (Kiviranta) — 4 min 14 s (IN) Seguin (Robertson, Heiskanen) — 11 min 20 s (SN) Benn (Hintz, Heiskanen) — 24 min 7 s (SN) Dadonov (Johnston, Benn) — 25 min 34 s Dadonov (Heiskanen) — 36 min 8 s Hintz — 36 min 56 s Hintz (Robertson, Heiskanen) — 52 min 16 s (SN) | 1-0 2-0 2-1 3-1 4-1 4-2 4-3 5-3 6-3 7-3 | Sundqvist (Nyquist, Dumba) — 16 min 11 s Johansson (Boldy, Zuccarello Aasen) — 31 min 54 s (SN) Gaudreau (Nyquist) — 32 min 5 s | Arbitrage : Chris Rooney, Graham Skilliter Scott Cherrey, Brandon Gawryletz |
| Gustavsson       | Gardiens | Fleury                                  | | Arbitrage : Chris Rooney, Graham Skilliter Scott Cherrey, Brandon Gawryletz |
| 40 min           | Pénalités | 52 min                                  | | Arbitrage : Chris Rooney, Graham Skilliter Scott Cherrey, Brandon Gawryletz |
| 31               | Tirs | 26                                      | | Arbitrage : Chris Rooney, Graham Skilliter Scott Cherrey, Brandon Gawryletz |

| 21 avril | Minnesota | 5-1 (1-0, 2-1, 2-0) | Dallas | Xcel Energy Center 19 309 spectateurs |

| Feuille de match | Feuille de match | Feuille de match        | Feuille de match                            | Feuille de match                                                |
| ---------------- | --- | ----------------------- | ------------------------------------------- | --------------------------------------------------------------- |
|                  | Zuccarello Aasen (Hartman, Klingberg) — 16 min 45 s Johansson (Boldy) — 22 min 14 s Foligno (Nyquist, Spurgeon) — 31 min 24 s (SN) Zuccarello Aasen (Hartman, Klingberg) — 54 min 7 s Hartman (Middleton) — 58 min 10 s (CV) | 1-0 2-0 2-1 3-1 4-1 5-1 | Glendening (Kiviranta, Faksa) — 22 min 25 s | Arbitrage : Gord Dwyer, Jon McIsaac Bryan Pancich, Andrew Smith |
| Gustavsson       | Gardiens | Oettinger               |                                             | Arbitrage : Gord Dwyer, Jon McIsaac Bryan Pancich, Andrew Smith |
| 8 min            | Pénalités | 12 min                  |                                             | Arbitrage : Gord Dwyer, Jon McIsaac Bryan Pancich, Andrew Smith |
| 25               | Tirs | 24                      |                                             | Arbitrage : Gord Dwyer, Jon McIsaac Bryan Pancich, Andrew Smith |

| 23 avril | Minnesota | 2-3 (0-0, 0-1, 2-2) | Dallas | Xcel Energy Center 19 331 spectateurs |

| Feuille de match | Feuille de match                                                                                   | Feuille de match    | Feuille de match | Feuille de match                                                   |
| ---------------- | -------------------------------------------------------------------------------------------------- | ------------------- | --- | ------------------------------------------------------------------ |
|                  | Klingberg (Zuccarello Aasen, Hartman) — 45 min 58 s Gaudreau (Boldy, Klingberg) — 58 min 40 s (SN) | 0-1 0-2 1-2 1-3 2-3 | Seguin (Hintz, Robertson) — 35 min 42 s (SN) Dadonov (Hintz, Lindell) — 43 min 5 s Seguin (Benn, Hintz) — 56 min 29 s (SN) | Arbitrage : Kevin Pollock, Garrett Rank Michel Cormier, Devin Berg |
| Gustavsson       | Gardiens                                                                                           | Oettinger           | | Arbitrage : Kevin Pollock, Garrett Rank Michel Cormier, Devin Berg |
| 16 min           | Pénalités                                                                                          | 8 min               | | Arbitrage : Kevin Pollock, Garrett Rank Michel Cormier, Devin Berg |
| 34               | Tirs                                                                                               | 24                  | | Arbitrage : Kevin Pollock, Garrett Rank Michel Cormier, Devin Berg |

| 25 avril | Dallas | 4-0 (2-0, 1-0, 1-0) | Minnesota | American Airlines Center 18 532 spectateurs |

| Feuille de match | Feuille de match | Feuille de match | Feuille de match | Feuille de match                                                  |
| ---------------- | --- | ---------------- | ---------------- | ----------------------------------------------------------------- |
|                  | Seguin (Robertson, Hintz) — 2 min 22 s (SN) Robertson (Heiskanen, Hintz) — 11 min 4 s (SN) Marchment (Seguin, Hintz) — 21 min 19 s Dellandrea (Domi, Suter) — 56 min 3 s (CV) | 1-0 2-0 3-0 4-0  |                  | Arbitrage : Steve Kozari, Chris Lee David Brisebois, Ryan Gibbons |
| Oettinger        | Gardiens | Gustavsson       |                  | Arbitrage : Steve Kozari, Chris Lee David Brisebois, Ryan Gibbons |
| 14 min           | Pénalités | 27 min           |                  | Arbitrage : Steve Kozari, Chris Lee David Brisebois, Ryan Gibbons |
| 25               | Tirs | 27               |                  | Arbitrage : Steve Kozari, Chris Lee David Brisebois, Ryan Gibbons |

| 28 avril | Minnesota | 1-4 (0-1, 0-2, 1-1) | Dallas | Xcel Energy Center 19 389 spectateurs |

| Feuille de match                         | Feuille de match                            | Feuille de match    | Feuille de match | Feuille de match                                                               |
| ---------------------------------------- | ------------------------------------------- | ------------------- | --- | ------------------------------------------------------------------------------ |
|                                          | Gaudreau (Nyquist, Middleton) — 52 min 53 s | 0-1 0-2 0-3 1-3 1-4 | Hintz (Seguin, Robertson) — 6 min 22 s Johnston (Dadonov, Suter) — 33 min 37 s Marchment (Domi) — 39 min 59 s Domi (Marchment) — 59 min 3 s (CV) | Arbitrage : Kelly Sutherland, Kendrick Nicholson Bevan Mills, Shandor Alphonso |
| Gustavsson (40 min) Fleury (16 min 41 s) | Gardiens                                    | Oettinger           | | Arbitrage : Kelly Sutherland, Kendrick Nicholson Bevan Mills, Shandor Alphonso |
| 4 min                                    | Pénalités                                   | 4 min               | | Arbitrage : Kelly Sutherland, Kendrick Nicholson Bevan Mills, Shandor Alphonso |
| 23                                       | Tirs                                        | 33                  | | Arbitrage : Kelly Sutherland, Kendrick Nicholson Bevan Mills, Shandor Alphonso |

#### Vegas contre Winnipeg
| 18 avril | Vegas | 1-5 (0-0, 1-2, 0-3) | Winnipeg | T-Mobile Arena 18 006 spectateurs |

| Feuille de match | Feuille de match                                  | Feuille de match        | Feuille de match | Feuille de match                                                               |
| ---------------- | ------------------------------------------------- | ----------------------- | --- | ------------------------------------------------------------------------------ |
|                  | Karlsson (Barbachiov, Marchessault) — 35 min 49 s | 0-1 0-2 1-2 1-3 1-4 1-5 | Connor (Dubois, Morrissey) — 21 min 24 s Dubois (Wheeler) — 22 min 26 s Wheeler (Niederreiter, Schmidt) — 43 min 53 s Lowry (Wheeler, Pionk) — 58 min 39 s (CV) Lowry (Niederreiter, Namestnikov) — 59 min 41 s (SN) | Arbitrage : Kendrick Nicholson, Kelly Sutherland Bevan Mills, Shandor Alphonso |
| Brossoit         | Gardiens                                          | Hellebuyck              | | Arbitrage : Kendrick Nicholson, Kelly Sutherland Bevan Mills, Shandor Alphonso |
| 16 min           | Pénalités                                         | 16 min                  | | Arbitrage : Kendrick Nicholson, Kelly Sutherland Bevan Mills, Shandor Alphonso |
| 17               | Tirs                                              | 31                      | | Arbitrage : Kendrick Nicholson, Kelly Sutherland Bevan Mills, Shandor Alphonso |

| 20 avril | Vegas | 5-2 (0-1, 2-1, 3-0) | Winnipeg | T-Mobile Arena 18 333 spectateurs |

| Feuille de match | Feuille de match | Feuille de match            | Feuille de match                                                                    | Feuille de match                                               |
| ---------------- | --- | --------------------------- | ----------------------------------------------------------------------------------- | -------------------------------------------------------------- |
|                  | Karlsson (Kessel, Smith) — 25 min 54 s Eichel (Pietrangelo, Amadio) — 30 min 25 s Stephenson (Pietrangelo, Stone) — 45 min 37 s Stone (Stephenson, Howden) — 53 min 1 s Stone (Karlsson, Kessel) — 57 min 30 s | 0-1 1-1 2-1 2-2 3-2 4-2 5-2 | Lowry (Pionk, Schmidt) — 9 min 18 s (SN) Stenlund (Mäenalanen, DeMelo) — 36 min 1 s | Arbitrage : Chris Lee, Steve Kozari Michel Cormier, Devin Berg |
| Brossoit         | Gardiens | Hellebuyck                  |                                                                                     | Arbitrage : Chris Lee, Steve Kozari Michel Cormier, Devin Berg |
| 10 min           | Pénalités | 12 min                      |                                                                                     | Arbitrage : Chris Lee, Steve Kozari Michel Cormier, Devin Berg |
| 39               | Tirs | 33                          |                                                                                     | Arbitrage : Chris Lee, Steve Kozari Michel Cormier, Devin Berg |

| 22 avril | Winnipeg | 4-5 (2 pr) (1-2, 0-2, 3-0, 0-0, 0-1) | Vegas | Canada Life Centre 15 324 spectateurs |

| Feuille de match | Feuille de match | Feuille de match                    | Feuille de match | Feuille de match                                                   |
| ---------------- | --- | ----------------------------------- | --- | ------------------------------------------------------------------ |
|                  | Connor (DeMelo, Dillon) — 9 min 7 s Niederreiter (Dubois, Pionk) — 42 min 4 s Scheifele (Pionk, Connor) — 54 min 8 s (SN) Lowry (Namestnikov, Pionk) — 59 min 38 s | 0-1 0-2 1-2 1-3 1-4 2-4 3-4 4-4 4-5 | Stephenson (Stone, Theodore) — 2 min 52 s Eichel (Stephenson, Pietrangelo) — 6 min 18 s (SN) Eichel (Pietrangelo, Smith) — 30 min 46 s (SN) Kolesar (Eichel, Amadio) — 37 min 45 s Amadio (Barbachiov) — 83 min 40 s | Arbitrage : Eric Furlatt, Trevor Hanson James Tobias, Steve Barton |
| Hellebuyck       | Gardiens | Brossoit                            | | Arbitrage : Eric Furlatt, Trevor Hanson James Tobias, Steve Barton |
| 19 min           | Pénalités | 17 min                              | | Arbitrage : Eric Furlatt, Trevor Hanson James Tobias, Steve Barton |
| 34               | Tirs | 48                                  | | Arbitrage : Eric Furlatt, Trevor Hanson James Tobias, Steve Barton |

| 24 avril | Winnipeg | 2-4 (1-1, 0-2, 1-1) | Vegas | Canada Life Centre 15 324 spectateurs |

| Feuille de match | Feuille de match                                                                           | Feuille de match        | Feuille de match | Feuille de match                                                |
| ---------------- | ------------------------------------------------------------------------------------------ | ----------------------- | --- | --------------------------------------------------------------- |
|                  | Wheeler (Pionk, Niederreiter) — 5 min 53 s (SN) Dubois (Wheeler, Pionk) — 42 min 57 s (SN) | 1-0 1-1 1-2 1-3 2-3 2-4 | Howden (Stephenson) — 9 min 53 s Karlsson (Marchessault, Theodore) — 33 min 32 s Barbachiov (Theodore, Stephenson) — 34 min 19 s Howden (Stone) — 59 min 43 s (CV) | Arbitrage : Jean Hebert, Kyle Rehman Steve Barton, James Tobias |
| Brossoit         | Gardiens                                                                                   | Hellebuyck              | | Arbitrage : Jean Hebert, Kyle Rehman Steve Barton, James Tobias |
| 6 min            | Pénalités                                                                                  | 6 min                   | | Arbitrage : Jean Hebert, Kyle Rehman Steve Barton, James Tobias |
| 26               | Tirs                                                                                       | 30                      | | Arbitrage : Jean Hebert, Kyle Rehman Steve Barton, James Tobias |

| 27 avril | Vegas | 4-1 (1-0, 3-0, 0-1) | Winnipeg | T-Mobile Arena 18 476 spectateurs |

| Feuille de match | Feuille de match | Feuille de match    | Feuille de match                      | Feuille de match                                                       |
| ---------------- | --- | ------------------- | ------------------------------------- | ---------------------------------------------------------------------- |
|                  | Stephenson (Stone, Howden) — 50 s Stone (Pietrangelo) — 20 min 42 s Karlsson (Amadio, Smith) — 24 min 41 s Stephenson (Stone, Eichel) — 28 min 37 s (SN) | 1-0 2-0 3-0 4-0 4-1 | Connor (Wheeler, Lowry) — 54 min 22 s | Arbitrage : Kevin Pollock, Garrett Rank Libor Suchanek, Kiel Murchison |
| Hellebuyck       | Gardiens | Brossoit            |                                       | Arbitrage : Kevin Pollock, Garrett Rank Libor Suchanek, Kiel Murchison |
| 4 min            | Pénalités | 8 min               |                                       | Arbitrage : Kevin Pollock, Garrett Rank Libor Suchanek, Kiel Murchison |
| 25               | Tirs | 31                  |                                       | Arbitrage : Kevin Pollock, Garrett Rank Libor Suchanek, Kiel Murchison |

#### Edmonton contre Los Angeles
| 17 avril | Edmonton | 3-4 (pr) (2-0, 0-0, 1-3, 0-1) | Los Angeles | Rogers Place 18 347 spectateurs |

| Feuille de match | Feuille de match | Feuille de match            | Feuille de match | Feuille de match                                                   |
| ---------------- | --- | --------------------------- | --- | ------------------------------------------------------------------ |
|                  | Draisaitl (Janmark) — 6 min 57 s Bouchard (Nugent-Hopkins, Hyman) — 12 min 31 s (SN) Draisaitl (Kane) — 48 min 46 s | 1-0 2-0 2-1 3-1 3-2 3-3 3-4 | Kempe (Roy, Kopitar) — 40 min 52 s Kempe (Byfield, Kopitar) — 51 min 23 s Kopitar (Danault, Arvidsson) — 59 min 43 s (SN) Iafallo (Arvidsson, Kopitar) — 69 min 19 s (SN) | Arbitrage : Trevor Hanson, Eric Furlatt James Tobias, Steve Barton |
| Skinner          | Gardiens | Korpisalo                   | | Arbitrage : Trevor Hanson, Eric Furlatt James Tobias, Steve Barton |
| 14 min           | Pénalités | 8 min                       | | Arbitrage : Trevor Hanson, Eric Furlatt James Tobias, Steve Barton |
| 40               | Tirs | 35                          | | Arbitrage : Trevor Hanson, Eric Furlatt James Tobias, Steve Barton |

| 19 avril | Edmonton | 4-2 (2-0, 0-2, 2-0) | Los Angeles | Rogers Place 18 347 spectateurs |

| Feuille de match | Feuille de match | Feuille de match        | Feuille de match                                                                | Feuille de match                                                 |
| ---------------- | --- | ----------------------- | ------------------------------------------------------------------------------- | ---------------------------------------------------------------- |
|                  | Ryan (Draisaitl, Nurse) — 2 min 34 s Draisaitl (McDavid, Bouchard) — 12 min 6 s (SN) Kostine — 42 min 20 s Kane (Draisaitl) — 59 min 37 s (CV) | 1-0 2-0 2-1 2-2 3-2 4-2 | Danault (Kempe, Anderson) — 34 min 38 s Vilardi (Moore, Gavrikov) — 39 min 16 s | Arbitrage : Kyle Rehman, Jean Hebert Bryan Pancich, Andrew Smith |
| Skinner          | Gardiens | Korpisalo               |                                                                                 | Arbitrage : Kyle Rehman, Jean Hebert Bryan Pancich, Andrew Smith |
| 8 min            | Pénalités | 2 min                   |                                                                                 | Arbitrage : Kyle Rehman, Jean Hebert Bryan Pancich, Andrew Smith |
| 37               | Tirs | 25                      |                                                                                 | Arbitrage : Kyle Rehman, Jean Hebert Bryan Pancich, Andrew Smith |

| 21 avril | Los Angeles | 3-2 (pr) (1-0, 1-2, 0-0, 1-0) | Edmonton | Crypto.com Arena 18 230 spectateurs |

| Feuille de match | Feuille de match | Feuille de match    | Feuille de match                                                                                       | Feuille de match                                                      |
| ---------------- | --- | ------------------- | --- | --------------------------------------------------------------------- |
|                  | Iafallo (Roy, Kopitar) — 19 min 27 s Kempe (Arvidsson, Doughty) — 29 min 40 s (SN) Moore (Vilardi, Byfield) — 63 min 24 s (SN) | 1-0 1-1 1-2 2-2 3-2 | McDavid (Bouchard, Nugent-Hopkins) — 27 min 42 s (SN) McDavid (Bouchard, Draisaitl) — 29 min 22 s (SN) | Arbitrage : Kevin Pollock, Garrett Rank Bevan Mills, Shandor Alphonso |
| Korpisalo        | Gardiens | Skinner             | | Arbitrage : Kevin Pollock, Garrett Rank Bevan Mills, Shandor Alphonso |
| 12 min           | Pénalités | 14 min              | | Arbitrage : Kevin Pollock, Garrett Rank Bevan Mills, Shandor Alphonso |
| 31               | Tirs | 40                  | | Arbitrage : Kevin Pollock, Garrett Rank Bevan Mills, Shandor Alphonso |

| 23 avril | Los Angeles | 4-5 (pr) (3-0, 0-3, 1-1, 0-1) | Edmonton | Crypto.com Arena 18 367 spectateurs |

| Feuille de match | Feuille de match | Feuille de match                        | Feuille de match | Feuille de match                                                  |
| ---------------- | --- | --------------------------------------- | --- | ----------------------------------------------------------------- |
|                  | Vilardi (Fiala, Iafallo) — 9 min 25 s Arvidsson (Moore, Danault) — 16 min 48 s Kopitar (Fiala, Kempe) — 18 min 11 s (SN) Roy (Arvidsson, Danault) — 44 min 28 s | 1-0 2-0 3-0 3-1 3-2 3-3 4-3 4-4 4-5     | Bouchard (Draisaitl, McDavid) — 24 min 55 s (SN) Draisaitl (McDavid, Hyman) — 29 min 41 s Draisaitl (Nugent-Hopkins, Bouchard) — 39 min 49 s (SN) Kane (McDavid, Ekholm) — 56 min 58 s Hyman (Bouchard) — 70 min 39 s | Arbitrage : Chris Lee, Steve Kozari Shandor Alphonso, Bevan Mills |
| Korpisalo        | Gardiens | Skinner (20 min) Campbell (50 min 39 s) | | Arbitrage : Chris Lee, Steve Kozari Shandor Alphonso, Bevan Mills |
| 6 min            | Pénalités | 4 min                                   | | Arbitrage : Chris Lee, Steve Kozari Shandor Alphonso, Bevan Mills |
| 39               | Tirs | 42                                      | | Arbitrage : Chris Lee, Steve Kozari Shandor Alphonso, Bevan Mills |

| 25 avril | Edmonton | 6-3 (3-2, 2-0, 1-1) | Los Angeles | Rogers Place 18 532 spectateurs |

| Feuille de match | Feuille de match | Feuille de match                             | Feuille de match | Feuille de match                                                   |
| ---------------- | --- | -------------------------------------------- | --- | ------------------------------------------------------------------ |
|                  | Kane (Nurse, Ekholm) — 8 min 8 s (SN) Draisaitl (McDavid, Ekholm) — 10 min 40 s Kulak (McLeod, Foegele) — 14 min 12 s Bjugstad (Ceci, Nurse) — 31 min 49 s Hyman (Bouchard, McDavid) — 35 min 47 s (SN) Bjugstad (Nugent-Hopkins) — 44 min 26 s | 1-0 2-0 2-1 3-1 3-2 4-2 5-2 6-2 6-3          | Iafallo (Kempe, Kopitar) — 13 min 12 s Kempe (Grundström, Doughty) — 17 min 35 s Byfield (Vilardi, Fiala) — 46 min 33 s | Arbitrage : Jon McIsaac, Gord Dwyer Kyle Flemington, Travis Toomey |
| Skinner          | Gardiens | Korpisalo (31 min 49 s) Copley (28 min 11 s) | | Arbitrage : Jon McIsaac, Gord Dwyer Kyle Flemington, Travis Toomey |
| 12 min           | Pénalités | 16 min                                       | | Arbitrage : Jon McIsaac, Gord Dwyer Kyle Flemington, Travis Toomey |
| 27               | Tirs | 28                                           | | Arbitrage : Jon McIsaac, Gord Dwyer Kyle Flemington, Travis Toomey |

| 29 avril | Los Angeles | 4-5 (1-2, 2-2, 1-1) | Edmonton | Crypto.com Arena 18 006 spectateurs |

| Feuille de match | Feuille de match | Feuille de match                    | Feuille de match | Feuille de match                                                            |
| ---------------- | --- | ----------------------------------- | --- | --------------------------------------------------------------------------- |
|                  | Durzi (Fiala, Byfield) — 8 min 13 s Kempe (Fiala, Arvidsson) — 26 min 36 s (SN) Fiala (Doughty, Arvidsson) — 28 min 16 s (SN) Danault — 47 min 46 s (IN) | 0-1 1-1 1-2 1-3 2-3 3-3 3-4 4-4 4-5 | McDavid (Bouchard, Ekholm) — 1 min 25 s Kostine (McLeod, Desharnais) — 12 min 12 s Draisaitl (McDavid, Bouchard) — 24 min 6 s (SN) Kostine (Yamamoto, Desharnais) — 30 min 54 s Yamamoto (McLeod, Kostine) — 56 min 57 s | Arbitrage : Wes McCauley, Frederick L'Ecuyer Kiel Murchison, Libor Suchanek |
| Korpisalo        | Gardiens | Skinner                             | | Arbitrage : Wes McCauley, Frederick L'Ecuyer Kiel Murchison, Libor Suchanek |
| 4 min            | Pénalités | 6 min                               | | Arbitrage : Wes McCauley, Frederick L'Ecuyer Kiel Murchison, Libor Suchanek |
| 44               | Tirs | 26                                  | | Arbitrage : Wes McCauley, Frederick L'Ecuyer Kiel Murchison, Libor Suchanek |

### Demi-finales d'association

#### Caroline contre New Jersey
| 3 mai | Caroline | 5-1 (2-0, 1-1, 2-0) | New Jersey | PNC Arena 18 735 spectateurs |

| Feuille de match | Feuille de match | Feuille de match                          | Feuille de match              | Feuille de match                                                   |
| ---------------- | --- | ----------------------------------------- | ----------------------------- | ------------------------------------------------------------------ |
|                  | Pesce (J. Staal) — 9 min 41 s Jarvis — 14 min 43 s Kotkaniemi (Martinook, Fast) — 21 min 55 s Skjei (Aho, Noesen) — 50 min 17 s Fast (Martinook, J. Staal) — 56 min 44 s (CV) | 1-0 2-0 3-0 3-1 4-1 5-1                   | Bastian (McLeod) — 25 min 2 s | Arbitrage : Wes McCauley, Dan O'Rourke Scott Cherrey, Jonny Murray |
| Andersen         | Gardiens | Schmid (21 min 55 s) Vaněček (37 min 1 s) |                               | Arbitrage : Wes McCauley, Dan O'Rourke Scott Cherrey, Jonny Murray |
| 4 min            | Pénalités | 6 min                                     |                               | Arbitrage : Wes McCauley, Dan O'Rourke Scott Cherrey, Jonny Murray |
| 23               | Tirs | 18                                        |                               | Arbitrage : Wes McCauley, Dan O'Rourke Scott Cherrey, Jonny Murray |

| 5 mai | Caroline | 6-1 (0-0, 4-0, 2-1) | New Jersey | PNC Arena 18 982 spectateurs |

| Feuille de match | Feuille de match | Feuille de match                 | Feuille de match                     | Feuille de match                                                 |
| ---------------- | --- | -------------------------------- | ------------------------------------ | ---------------------------------------------------------------- |
|                  | Kotkaniemi (Gostisbehere, Drury) — 21 min 35 s (SN) Kotkaniemi (Martinook, Fast) — 23 min 58 s J. Staal (Drury, Pesce) — 37 min 25 s Nečas (Gostisbehere, Slavin) — 39 min 44 s Martinook — 52 min 48 s Noesen (Aho, Jarvis) — 53 min 42 s | 1-0 2-0 3-0 4-0 4-1 5-1 6-1      | Wood (McLeod, Bastian) — 43 min 49 s | Arbitrage : Jean Hebert, Kyle Rehman Steve Barton, Bryan Pancich |
| Andersen         | Gardiens | Schmid (40 min) Vaněček (20 min) |                                      | Arbitrage : Jean Hebert, Kyle Rehman Steve Barton, Bryan Pancich |
| 8 min            | Pénalités | 6 min                            |                                      | Arbitrage : Jean Hebert, Kyle Rehman Steve Barton, Bryan Pancich |
| 35               | Tirs | 29                               |                                      | Arbitrage : Jean Hebert, Kyle Rehman Steve Barton, Bryan Pancich |

| 7 mai | New Jersey | 8-4 (3-0, 2-2, 3-2) | Caroline | Prudential Center 16 514 spectateurs |

| Feuille de match | Feuille de match | Feuille de match                                | Feuille de match | Feuille de match                                               |
| ---------------- | --- | ----------------------------------------------- | --- | -------------------------------------------------------------- |
|                  | Meier (J. Hughes, Mercer) — 5 min 58 s J. Hughes (Smith, Mercer) — 10 min 55 s McLeod (Hischier, Marino) — 12 min 31 s (IN) Hischier (Bratt, Palát) — 20 min 53 s Severson (L. Hughes, J. Hughes) — 25 min 33 s Wood (Marino, Vaněček) — 43 min 8 s J. Hughes (Mercer, Siegenthaler) — 45 min 17 s Palát (Bratt, L. Hughes) — 50 min 47 s (SN) | 1-0 2-0 3-0 4-0 4-1 5-1 5-2 6-2 7-2 7-3 7-4 8-4 | Aho (Jarvis, Slavin) — 22 min Martinook — 32 min 18 s (IN + TP) J. Staal (Martinook) — 47 min 21 s (IN) Jarvis (Fast) — 48 min 11 s (IN) | Arbitrage : Jon McIsaac, Gord Dwyer Michel Cormier, Devin Berg |
| Vaněček          | Gardiens | Andersen (20 min 53 s) Kotchetkov (39 min 7 s)  | | Arbitrage : Jon McIsaac, Gord Dwyer Michel Cormier, Devin Berg |
| 11 min           | Pénalités | 15 min                                          | | Arbitrage : Jon McIsaac, Gord Dwyer Michel Cormier, Devin Berg |
| 34               | Tirs | 30                                              | | Arbitrage : Jon McIsaac, Gord Dwyer Michel Cormier, Devin Berg |

| 9 mai | New Jersey | 1-6 (1-1, 0-5, 0-0) | Caroline | Prudential Center 17 016 spectateurs |

| Feuille de match                      | Feuille de match               | Feuille de match            | Feuille de match | Feuille de match                                                |
| ------------------------------------- | ------------------------------ | --------------------------- | --- | --------------------------------------------------------------- |
|                                       | J. Hughes (Meier) — 1 min 55 s | 1-0 1-1 1-2 1-3 1-4 1-5 1-6 | Nečas (Martinook, Slavin) — 17 min 40 s Nečas (Pesce, J. Staal) — 27 min 26 s Pesce (Drury, J. Staal) — 29 min 51 s Fast (Chatfield) — 31 min 7 s Burns (Kotkaniemi, Martinook) — 32 min 46 s Martinook (Burns) — 39 min 36 s | Arbitrage : Steve Kozari, Chris Lee Steve Barton, Bryan Pancich |
| Vaněček (32 min 46 s) Schmid (27 min) | Gardiens                       | Andersen                    | | Arbitrage : Steve Kozari, Chris Lee Steve Barton, Bryan Pancich |
| 6 min                                 | Pénalités                      | 4 min                       | | Arbitrage : Steve Kozari, Chris Lee Steve Barton, Bryan Pancich |
| 22                                    | Tirs                           | 29                          | | Arbitrage : Steve Kozari, Chris Lee Steve Barton, Bryan Pancich |

| 11 mai | Caroline | 3-2 (pr) (0-1, 2-1, 0-0, 1-0) | New Jersey | PNC Arena 18 841 spectateurs |

| Feuille de match | Feuille de match                                                                                       | Feuille de match    | Feuille de match                                                                   | Feuille de match                                                             |
| ---------------- | --- | ------------------- | ---------------------------------------------------------------------------------- | ---------------------------------------------------------------------------- |
|                  | Slavin (Martinook) — 20 min 50 s Burns — 39 min 22 s Fast (Kotkaniemi, Gostisbehere) — 67 min 9 s (SN) | 0-1 1-1 1-2 2-2 3-2 | Mercer (Meier, McLeod) — 15 min 6 s Meier (Hamilton, J. Hughes) — 27 min 15 s (SN) | Arbitrage : Trevor Hanson, Kelly Sutherland Shandor Alphonso, Kiel Murchison |
| Andersen         | Gardiens                                                                                               | Schmid              |                                                                                    | Arbitrage : Trevor Hanson, Kelly Sutherland Shandor Alphonso, Kiel Murchison |
| 2 min            | Pénalités                                                                                              | 4 min               |                                                                                    | Arbitrage : Trevor Hanson, Kelly Sutherland Shandor Alphonso, Kiel Murchison |
| 39               | Tirs                                                                                                   | 29                  |                                                                                    | Arbitrage : Trevor Hanson, Kelly Sutherland Shandor Alphonso, Kiel Murchison |

#### Toronto contre Floride
| 2 mai | Toronto | 2-4 (0-1, 2-2, 0-1) | Floride | Scotiabank Arena 19 244 spectateurs |

| Feuille de match | Feuille de match                                                                 | Feuille de match        | Feuille de match | Feuille de match                                                        |
| ---------------- | -------------------------------------------------------------------------------- | ----------------------- | --- | ----------------------------------------------------------------------- |
|                  | Knies (Matthews, Rielly) — 28 min 9 s Bunting (Järnkrok, O'Reilly) — 34 min 51 s | 0-1 0-2 1-2 2-2 2-3 2-4 | Cousins (Tkachuk, Bennett) — 9 min 25 s Bennett (Ekblad, Tkachuk) — 27 min 58 s Verhaeghe (Duclair, Barkov) — 37 min 47 s Montour (Tkachuk, Barkov) — 52 min 24 s | Arbitrage : Kelly Sutherland, Trevor Hanson Steve Barton, Bryan Pancich |
| Samsonov         | Gardiens                                                                         | Bobrovski               | | Arbitrage : Kelly Sutherland, Trevor Hanson Steve Barton, Bryan Pancich |
| 2 min            | Pénalités                                                                        | 10 min                  | | Arbitrage : Kelly Sutherland, Trevor Hanson Steve Barton, Bryan Pancich |
| 36               | Tirs                                                                             | 28                      | | Arbitrage : Kelly Sutherland, Trevor Hanson Steve Barton, Bryan Pancich |

| 4 mai | Toronto | 2-3 (2-1, 0-2, 0-0) | Floride | Scotiabank Arena 19 387 spectateurs |

| Feuille de match | Feuille de match                                                                    | Feuille de match    | Feuille de match                                                                                         | Feuille de match                                                          |
| ---------------- | ----------------------------------------------------------------------------------- | ------------------- | --- | ------------------------------------------------------------------------- |
|                  | Kerfoot (Schenn, Rielly) — 2 min 20 s O'Reilly (Marner, Matthews) — 5 min 10 s (SN) | 1-0 2-0 2-1 2-2 2-3 | Lundell (Reinhart) — 11 min 13 s Barkov (Duclair) — 20 min 19 s Forsling (Tkachuk, Lundell) — 21 min 6 s | Arbitrage : Chris Rooney, Graham Skilliter Brad Kovachik, Matt MacPherson |
| Samsonov         | Gardiens                                                                            | Bobrovski           | | Arbitrage : Chris Rooney, Graham Skilliter Brad Kovachik, Matt MacPherson |
| 2 min            | Pénalités                                                                           | 6 min               | | Arbitrage : Chris Rooney, Graham Skilliter Brad Kovachik, Matt MacPherson |
| 37               | Tirs                                                                                | 29                  | | Arbitrage : Chris Rooney, Graham Skilliter Brad Kovachik, Matt MacPherson |

| 7 mai | Floride | 3-2 (pr) (0-1, 2-1, 0-0, 1-0) | Toronto | FLA Live Arena 19 911 spectateurs |

| Feuille de match | Feuille de match | Feuille de match                          | Feuille de match                                                                  | Feuille de match                                                   |
| ---------------- | --- | ----------------------------------------- | --------------------------------------------------------------------------------- | ------------------------------------------------------------------ |
|                  | Duclair (Ekblad) — 22 min 36 s (SN) Verhaeghe (Gudas, Mahura) — 32 min 28 s Reinhart (Lundell, Ekblad) — 63 min 2 s | 0-1 1-1 1-2 2-2 3-2                       | Lafferty (Kämpf, Rielly) — 2 min 26 s Gustafsson (Nylander, McCabe) — 27 min 32 s | Arbitrage : Wes McCauley, Dan O'Rourke Jonny Murray, Scott Cherrey |
| Bobrovski        | Gardiens | Samsonov (20 min 37 s) Woll (42 min 25 s) |                                                                                   | Arbitrage : Wes McCauley, Dan O'Rourke Jonny Murray, Scott Cherrey |
| 0 min            | Pénalités | 4 min                                     |                                                                                   | Arbitrage : Wes McCauley, Dan O'Rourke Jonny Murray, Scott Cherrey |
| 29               | Tirs | 24                                        |                                                                                   | Arbitrage : Wes McCauley, Dan O'Rourke Jonny Murray, Scott Cherrey |

| 10 mai | Floride | 1-2 (0-0, 0-1, 1-1) | Toronto | FLA Live Arena 19 868 spectateurs |

| Feuille de match | Feuille de match                               | Feuille de match | Feuille de match                                                           | Feuille de match                                               |
| ---------------- | ---------------------------------------------- | ---------------- | -------------------------------------------------------------------------- | -------------------------------------------------------------- |
|                  | Reinhart (Tkachuk, Bennett) — 52 min 13 s (SN) | 0-1 0-2 1-2      | Nylander (Bunting, Marner) — 23 min 29 s (SN) Marner (McCabe) — 50 min 3 s | Arbitrage : Jon McIsaac, Gord Dwyer Michel Cormier, Devin Berg |
| Bobrovski        | Gardiens                                       | Woll             |                                                                            | Arbitrage : Jon McIsaac, Gord Dwyer Michel Cormier, Devin Berg |
| 26 min           | Pénalités                                      | 16 min           |                                                                            | Arbitrage : Jon McIsaac, Gord Dwyer Michel Cormier, Devin Berg |
| 25               | Tirs                                           | 25               |                                                                            | Arbitrage : Jon McIsaac, Gord Dwyer Michel Cormier, Devin Berg |

| 12 mai | Toronto | 2-3 (pr) (0-2, 1-0, 1-0, 0-1) | Floride | Scotiabank Arena 19 513 spectateurs |

| Feuille de match | Feuille de match                                                                | Feuille de match    | Feuille de match | Feuille de match                                                  |
| ---------------- | ------------------------------------------------------------------------------- | ------------------- | --- | ----------------------------------------------------------------- |
|                  | Rielly (Lafferty, Kämpf) — 27 min 50 s Nylander (Tavares, Brodie) — 55 min 33 s | 0-1 0-2 1-2 2-2 2-3 | Ekblad (Forsling, Verhaeghe) — 3 min 31 s (SN) Verhaeghe (Duclair, Ekblad) — 16 min 18 s Cousins (Gudas) — 75 min 32 s | Arbitrage : Jean Hebert, Kyle Rehman Bevan Mills, David Brisebois |
| Woll             | Gardiens                                                                        | Bobrovski           | | Arbitrage : Jean Hebert, Kyle Rehman Bevan Mills, David Brisebois |
| 4 min            | Pénalités                                                                       | 4 min               | | Arbitrage : Jean Hebert, Kyle Rehman Bevan Mills, David Brisebois |
| 52               | Tirs                                                                            | 43                  | | Arbitrage : Jean Hebert, Kyle Rehman Bevan Mills, David Brisebois |

#### Dallas contre Seattle
| 2 mai | Dallas | 4-5 (pr) (2-4, 0-0, 2-0, 0-1) | Seattle | American Airlines Center 18 532 spectateurs |

| Feuille de match | Feuille de match | Feuille de match                    | Feuille de match | Feuille de match                                                      |
| ---------------- | --- | ----------------------------------- | --- | --------------------------------------------------------------------- |
|                  | Pavelski (Marchment, Domi) — 2 min 25 s Pavelski (Harley, Heiskanen) — 12 min 18 s Pavelski (Benn, Domi) — 49 min 50 s Pavelski (Hakanpää, Domi) — 53 min 23 s | 1-0 1-1 2-1 2-2 2-3 2-4 3-4 4-4 4-5 | Schwartz (Geekie, Eberle) — 11 min 25 s Schultz (Donato) — 14 min 28 s Bjorkstrand (Oleksiak, Borgen) — 14 min 39 s Eberle (Dunn, Beniers) — 15 min 20 s Gourde — 72 min 17 s | Arbitrage : Kyle Rehman, Jean Hebert Shandor Alphonso, Kiel Murchison |
| Oettinger        | Gardiens | Grubauer                            | | Arbitrage : Kyle Rehman, Jean Hebert Shandor Alphonso, Kiel Murchison |
| 6 min            | Pénalités | 4 min                               | | Arbitrage : Kyle Rehman, Jean Hebert Shandor Alphonso, Kiel Murchison |
| 35               | Tirs | 44                                  | | Arbitrage : Kyle Rehman, Jean Hebert Shandor Alphonso, Kiel Murchison |

| 4 mai | Dallas | 4-2 (0-0, 3-1, 1-1) | Seattle | American Airlines Center 18 532 spectateurs |

| Feuille de match | Feuille de match | Feuille de match        | Feuille de match                                         | Feuille de match                                               |
| ---------------- | --- | ----------------------- | -------------------------------------------------------- | -------------------------------------------------------------- |
|                  | Johnston (Miller, Domi) — 23 min 43 s Dadonov (Benn, Suter) — 29 min 5 s Pavelski (Johnston, Seguin) — 36 min 57 s (SN) Seguin (Harley, Hintz) — 50 min 59 s | 1-0 2-0 2-1 3-1 4-1 4-2 | Kartye (Dunn) — 31 min 5 s Eberle (Gourde) — 56 min 32 s | Arbitrage : Steve Kozari, Chris Lee Michel Cormier, Devin Berg |
| Oettinger        | Gardiens | Grubauer                |                                                          | Arbitrage : Steve Kozari, Chris Lee Michel Cormier, Devin Berg |
| 6 min            | Pénalités | 10 min                  |                                                          | Arbitrage : Steve Kozari, Chris Lee Michel Cormier, Devin Berg |
| 37               | Tirs | 27                      |                                                          | Arbitrage : Steve Kozari, Chris Lee Michel Cormier, Devin Berg |

| 7 mai | Seattle | 7-2 (0-0, 5-1, 2-1) | Dallas | Climate Pledge Arena 17 151 spectateurs |

| Feuille de match                      | Feuille de match | Feuille de match                    | Feuille de match                                           | Feuille de match                                                        |
| ------------------------------------- | --- | ----------------------------------- | ---------------------------------------------------------- | ----------------------------------------------------------------------- |
|                                       | Eberle (Kartye, Beniers) — 22 min 10 s Wennberg (Schwartz, Dunn) — 23 min 36 s Soucy (Donato, Schultz) — 26 min 30 s Beniers — 28 min 22 s Tolvanen — 39 min 21 s Gourde (Tanev) — 41 min 49 s (IN) Schultz (Tolvanen, Wennberg) — 57 min 30 s (SN) | 1-0 2-0 3-0 4-0 4-1 5-1 6-1 6-2 7-2 | Marchment (Dadonov) — 32 min 40 s Hakanpää (Benn) — 47 min | Arbitrage : Chris Rooney, Graham Skilliter David Brisebois, Bevan Mills |
| Oettinger (40 min) Wedgewood (20 min) | Gardiens | Grubauer                            |                                                            | Arbitrage : Chris Rooney, Graham Skilliter David Brisebois, Bevan Mills |
| 36 min                                | Pénalités | 54 min                              |                                                            | Arbitrage : Chris Rooney, Graham Skilliter David Brisebois, Bevan Mills |
| 25                                    | Tirs | 26                                  |                                                            | Arbitrage : Chris Rooney, Graham Skilliter David Brisebois, Bevan Mills |

| 9 mai | Seattle | 3-6 (0-1, 1-4, 2-1) | Dallas | Climate Pledge Arena 17 151 spectateurs |

| Feuille de match                      | Feuille de match | Feuille de match                    | Feuille de match | Feuille de match                                                         |
| ------------------------------------- | --- | ----------------------------------- | --- | ------------------------------------------------------------------------ |
|                                       | Schwartz (Schultz, Geekie) — 31 min 46 s Schwartz (Bjorkstrand, Dunn) — 43 min 24 s Larsson (Dunn, Beniers) — 55 min 49 s | 0-1 0-2 0-3 0-4 1-4 1-5 2-5 3-5 3-6 | Benn (Hintz, Heiskanen) — 17 min 13 s (SN) Harley (Domi, Kiviranta) — 24 min 46 s Domi (Hanley, Harley) — 29 min 25 s Pavelski (Robertson, Dadonov) — 30 min 50 s (SN) Hintz (Benn) — 39 min 7 s Domi (Dadonov, Lindell) — 57 min 39 s (CV) | Arbitrage : Kelly Sutherland, Trevor Hanson David Brisebois, Bevan Mills |
| Grubauer (40 min) Jones (18 min 15 s) | Gardiens | Oettinger                           | | Arbitrage : Kelly Sutherland, Trevor Hanson David Brisebois, Bevan Mills |
| 14 min                                | Pénalités | 12 min                              | | Arbitrage : Kelly Sutherland, Trevor Hanson David Brisebois, Bevan Mills |
| 19                                    | Tirs | 25                                  | | Arbitrage : Kelly Sutherland, Trevor Hanson David Brisebois, Bevan Mills |

| 11 mai | Dallas | 5-2 (2-0, 1-2, 2-0) | Seattle | American Airlines Center 18 532 spectateurs |

| Feuille de match | Feuille de match | Feuille de match            | Feuille de match                                                            | Feuille de match                                                   |
| ---------------- | --- | --------------------------- | --------------------------------------------------------------------------- | ------------------------------------------------------------------ |
|                  | Johnston (Benn) — 3 min 57 s Hintz (Harley, Robertson) — 5 min 35 s Pavelski (Robertson, Hintz) — 20 min 35 s Hintz (Pavelski, Robertson) — 51 min 20 s Faksa — 56 min 43 s (CV) | 1-0 2-0 3-0 3-1 3-2 4-2 5-2 | Larsson (Eberle, Kartye) — 21 min 59 s McCann (Gourde, Tanev) — 27 min 30 s | Arbitrage : Wes McCauley, Dan O'Rourke Jonny Murray, Scott Cherrey |
| Oettinger        | Gardiens | Grubauer                    |                                                                             | Arbitrage : Wes McCauley, Dan O'Rourke Jonny Murray, Scott Cherrey |
| 4 min            | Pénalités | 4 min                       |                                                                             | Arbitrage : Wes McCauley, Dan O'Rourke Jonny Murray, Scott Cherrey |
| 21               | Tirs | 31                          |                                                                             | Arbitrage : Wes McCauley, Dan O'Rourke Jonny Murray, Scott Cherrey |

| 13 mai | Seattle | 6-3 (2-1, 2-1, 2-1) | Dallas | Climate Pledge Arena 17 151 spectateurs |

| Feuille de match | Feuille de match | Feuille de match                                | Feuille de match | Feuille de match                                                   |
| ---------------- | --- | ----------------------------------------------- | --- | ------------------------------------------------------------------ |
|                  | Gourde (Tolvanen, Schultz) — 8 min 59 s Eberle (Tolvanen, McCann) — 16 min 46 s (SN) Tolvanen (Bjorkstrand, Gourde) — 21 min 34 s Kartye (Beniers, Dunn) — 24 min 23 s Beniers (Eberle, Schwartz) — 48 min 43 s Eberle (Wennberg) — 59 min 2 s (CV) | 1-0 1-1 2-1 3-1 4-1 4-2 5-2 5-3 6-3             | Marchment (Seguin, Domi) — 9 min 30 s Pavelski (Heiskanen, Robertson) — 25 min 37 s (SN) Kiviranta (Harley, Faksa) — 48 min 58 s | Arbitrage : Gord Dwyer, Jon McIsaac Brad Kovachik, Matt MacPherson |
| Grubauer         | Gardiens | Oettinger (24 min 23 s) Wedgewood (32 min 48 s) | | Arbitrage : Gord Dwyer, Jon McIsaac Brad Kovachik, Matt MacPherson |
| 18 min           | Pénalités | 18 min                                          | | Arbitrage : Gord Dwyer, Jon McIsaac Brad Kovachik, Matt MacPherson |
| 29               | Tirs | 23                                              | | Arbitrage : Gord Dwyer, Jon McIsaac Brad Kovachik, Matt MacPherson |

| 15 mai | Dallas | 2-1 (0-0, 1-0, 1-1) | Seattle | American Airlines Center 18 756 spectateurs |

| Feuille de match | Feuille de match                                             | Feuille de match | Feuille de match                   | Feuille de match                                                  |
| ---------------- | ------------------------------------------------------------ | ---------------- | ---------------------------------- | ----------------------------------------------------------------- |
|                  | Hintz — 35 min 59 s Johnston (Dadonov, Harley) — 52 min 48 s | 1-0 2-0 2-1      | Bjorkstrand (Gourde) — 59 min 42 s | Arbitrage : Chris Rooney, Jean Hebert Scott Cherrey, Jonny Murray |
| Oettinger        | Gardiens                                                     | Grubauer         |                                    | Arbitrage : Chris Rooney, Jean Hebert Scott Cherrey, Jonny Murray |
| 2 min            | Pénalités                                                    | 2 min            |                                    | Arbitrage : Chris Rooney, Jean Hebert Scott Cherrey, Jonny Murray |
| 28               | Tirs                                                         | 23               |                                    | Arbitrage : Chris Rooney, Jean Hebert Scott Cherrey, Jonny Murray |

#### Vegas contre Edmonton
| 3 mai | Vegas | 6-4 (3-2, 0-0, 3-2) | Edmonton | T-Mobile Arena 18 243 spectateurs |

| Feuille de match | Feuille de match | Feuille de match                        | Feuille de match | Feuille de match                                                 |
| ---------------- | --- | --------------------------------------- | --- | ---------------------------------------------------------------- |
|                  | Barbachiov (Roy) — 4 min 36 s Amadio (Karlsson, Whitecloud) — 9 min 54 s Stone (Smith, Pietrangelo) — 18 min 23 s (SN) Barbachiov (Whitecloud, Eichel) — 42 min 36 s Stephenson (Stone, Howden) — 43 min 26 s Eichel — 59 min 26 s (SN + CV) | 0-1 1-1 2-1 3-1 3-2 3-3 4-3 5-3 5-4 6-4 | Draisaitl (McDavid, Bouchard) — 3 min 56 s (SN) Draisaitl (Hyman, Ekholm) — 19 min 49 s Draisaitl (Hyman, Bouchard) — 41 min 35 s (SN) Draisaitl (McDavid, Ekholm) — 48 min 33 s | Arbitrage : Jon McIsaac, Gord Dwyer Bevan Mills, David Brisebois |
| Brossoit         | Gardiens | Skinner                                 | | Arbitrage : Jon McIsaac, Gord Dwyer Bevan Mills, David Brisebois |
| 8 min            | Pénalités | 10 min                                  | | Arbitrage : Jon McIsaac, Gord Dwyer Bevan Mills, David Brisebois |
| 34               | Tirs | 27                                      | | Arbitrage : Jon McIsaac, Gord Dwyer Bevan Mills, David Brisebois |

| 6 mai | Vegas | 1-5 (0-4, 0-1, 1-0) | Edmonton | T-Mobile Arena 18 504 spectateurs |

| Feuille de match                | Feuille de match                 | Feuille de match        | Feuille de match | Feuille de match                                                             |
| ------------------------------- | -------------------------------- | ----------------------- | --- | ---------------------------------------------------------------------------- |
|                                 | Barbachiov (Stone) — 41 min 36 s | 0-1 0-2 0-3 0-4 0-5 1-5 | Draisaitl (Hyman, McDavid) — 2 min 21 s (SN) Bouchard (Nugent-Hopkins, Hyman) — 7 min 1 s (SN) McDavid — 11 min 11 s (IN) Draisaitl (Yamamoto, Hyman) — 16 min 17 s McDavid (Nugent-Hopkins, Bouchard) — 31 min 43 s (SN) | Arbitrage : Kelly Sutherland, Trevor Hanson Shandor Alphonso, Kiel Murchison |
| Brossoit (40 min) Hill (20 min) | Gardiens                         | Skinner                 | | Arbitrage : Kelly Sutherland, Trevor Hanson Shandor Alphonso, Kiel Murchison |
| 70 min                          | Pénalités                        | 54 min                  | | Arbitrage : Kelly Sutherland, Trevor Hanson Shandor Alphonso, Kiel Murchison |
| 31                              | Tirs                             | 36                      | | Arbitrage : Kelly Sutherland, Trevor Hanson Shandor Alphonso, Kiel Murchison |

| 8 mai | Edmonton | 1-5 (1-2, 0-3, 0-0) | Vegas | Rogers Place 18 347 spectateurs |

| Feuille de match                            | Feuille de match                    | Feuille de match                          | Feuille de match | Feuille de match                                                    |
| ------------------------------------------- | ----------------------------------- | ----------------------------------------- | --- | ------------------------------------------------------------------- |
|                                             | Foegele (Ryan, McLeod) — 2 min 45 s | 1-0 1-1 1-2 1-3 1-4 1-5                   | Marchessault (Eichel) — 4 min 44 s Marchessault (Eichel) — 19 min 9 s Whitecloud (Smith, Hague) — 27 min 25 s Eichel (McNabb) — 32 min 3 s Stephenson (Roy, Martinez) — 37 min 13 s | Arbitrage : Jean Hebert, Kyle Rehman Brad Kovachik, Matt MacPherson |
| Skinner (32 min 3 s) Campbell (27 min 57 s) | Gardiens                            | Brossoit (11 min 44 s) Hill (47 min 48 s) | | Arbitrage : Jean Hebert, Kyle Rehman Brad Kovachik, Matt MacPherson |
| 10 min                                      | Pénalités                           | 6 min                                     | | Arbitrage : Jean Hebert, Kyle Rehman Brad Kovachik, Matt MacPherson |
| 28                                          | Tirs                                | 33                                        | | Arbitrage : Jean Hebert, Kyle Rehman Brad Kovachik, Matt MacPherson |

| 10 mai | Edmonton | 4-1 (3-0, 1-0, 0-1) | Vegas | Rogers Place 18 347 spectateurs |

| Feuille de match | Feuille de match | Feuille de match    | Feuille de match                      | Feuille de match                                                          |
| ---------------- | --- | ------------------- | ------------------------------------- | ------------------------------------------------------------------------- |
|                  | Bjugstad (Kostine) — 6 min 46 s Bouchard (McDavid, Nugent-Hopkins) — 7 min 38 s (SN) Ekholm (Draisaitl, Yamamoto) — 13 min 30 s Nugent-Hopkins (McDavid, Nurse) — 34 min 45 s | 1-0 2-0 3-0 4-0 4-1 | Roy (Carrier, Theodore) — 45 min 58 s | Arbitrage : Chris Rooney, Graham Skilliter Brad Kovachik, Matt MacPherson |
| Skinner          | Gardiens | Hill                |                                       | Arbitrage : Chris Rooney, Graham Skilliter Brad Kovachik, Matt MacPherson |
| 47 min           | Pénalités | 64 min              |                                       | Arbitrage : Chris Rooney, Graham Skilliter Brad Kovachik, Matt MacPherson |
| 33               | Tirs | 26                  |                                       | Arbitrage : Chris Rooney, Graham Skilliter Brad Kovachik, Matt MacPherson |

| 12 mai | Vegas | 4-3 (1-2, 3-0, 0-1) | Edmonton | T-Mobile Arena 18 519 spectateurs |

| Feuille de match | Feuille de match | Feuille de match                             | Feuille de match | Feuille de match                                               |
| ---------------- | --- | -------------------------------------------- | --- | -------------------------------------------------------------- |
|                  | Eichel (Martinez, Marchessault) — 3 min 52 s Stone (Eichel, Marchessault) — 34 min 5 s (SN) Smith (Barbachiov, Karlsson) — 34 min 34 s (SN) Hague (Eichel, Marchessault) — 35 min 34 s | 0-1 1-1 1-2 2-2 3-2 4-2 4-3                  | McDavid (Nugent-Hopkins, Hyman) — 3 min 2 s (SN) Hyman (Nugent-Hopkins, Bouchard) — 9 min 56 s (SN) McDavid (Bouchard) — 42 min 40 s (SN) | Arbitrage : Chris Lee, Steve Kozari Steve Barton, Dan O'Rourke |
| Hill             | Gardiens | Skinner (35 min 34 s) Campbell (22 min 36 s) | | Arbitrage : Chris Lee, Steve Kozari Steve Barton, Dan O'Rourke |
| 21 min           | Pénalités | 14 min                                       | | Arbitrage : Chris Lee, Steve Kozari Steve Barton, Dan O'Rourke |
| 31               | Tirs | 34                                           | | Arbitrage : Chris Lee, Steve Kozari Steve Barton, Dan O'Rourke |

| 14 mai | Edmonton | 2-5 (2-1, 0-3, 0-1) | Vegas | Rogers Place 18 347 spectateurs |

| Feuille de match                       | Feuille de match                                                 | Feuille de match            | Feuille de match | Feuille de match                                                        |
| -------------------------------------- | ---------------------------------------------------------------- | --------------------------- | --- | ----------------------------------------------------------------------- |
|                                        | McDavid (Kulak, Kane) — 55 s Foegele (Ryan, McLeod) — 2 min 43 s | 0-1 1-1 2-1 2-2 2-3 2-4 2-5 | Smith — 24 s Marchessault (Barbachiov, Theodore) — 24 min 26 s Marchessault (Martinez, Barbachiov) — 27 min 44 s Marchessault (Pietrangelo, Eichel) — 38 min 36 s Karlsson (Roy, Smith) — 59 min 21 s (CV) | Arbitrage : Wes McCauley, Dan O'Rourke Kiel Murchison, Shandor Alphonso |
| Skinner (40 min) Campbell (17 min 4 s) | Gardiens                                                         | Hill                        | | Arbitrage : Wes McCauley, Dan O'Rourke Kiel Murchison, Shandor Alphonso |
| 4 min                                  | Pénalités                                                        | 4 min                       | | Arbitrage : Wes McCauley, Dan O'Rourke Kiel Murchison, Shandor Alphonso |
| 40                                     | Tirs                                                             | 22                          | | Arbitrage : Wes McCauley, Dan O'Rourke Kiel Murchison, Shandor Alphonso |

### Finales d'association

#### Caroline contre Floride
Les Hurricanes de la Caroline, 1er de la division Métropolitaine, et les Panthers de la Floride, 8e et dernière équipe qualifiée de l'association de l'Est, se rencontre pour la première fois de leur histoire en séries éliminatoire. Ce duel est marqué par la présence des trois frères Staal, pour la première fois également dans une même série : Jordan, capitaine des Hurricanes, est confronté à Eric et Marc, membres des Panthers.
La dernière finale d'association disputée par la Caroline date de 2019 quand ils ont été éliminés en quatre matchs par les Bruins de Boston. La Floride n'avait plus atteint ce stade de la compétition depuis 1996, année où elle avait perdu en finale de la coupe Stanley contre l'Avalanche du Colorado en quatre rencontres. En saison régulière, les Hurricanes ont remporté deux des trois matchs opposant les deux équipes,.
| 18 mai | Caroline | 2-3 (4 pr) (1-0, 0-2, 1-0, 0-0, 0-0, 0-0, 0-1) | Floride | PNC Arena 18 680 spectateurs |

| Feuille de match | Feuille de match                                                                 | Feuille de match    | Feuille de match | Feuille de match                                               |
| ---------------- | -------------------------------------------------------------------------------- | ------------------- | --- | -------------------------------------------------------------- |
|                  | Jarvis (Aho, Burns) — 19 min 48 s (SN) Noesen (Jarvis, Nečas) — 43 min 47 s (SN) | 1-0 1-1 1-2 2-2 2-3 | Barkov (Duclair, Verhaeghe) — 35 min 28 s Verhaeghe (Duclair, Barkov) — 37 min 43 s Tkachuk (Bennett) — 139 min 47 s | Arbitrage : Steve Kozari, Chris Lee Brad Kovachik, Bevan Mills |
| Andersen         | Gardiens                                                                         | Bobrovski           | | Arbitrage : Steve Kozari, Chris Lee Brad Kovachik, Bevan Mills |
| 6 min            | Pénalités                                                                        | 12 min              | | Arbitrage : Steve Kozari, Chris Lee Brad Kovachik, Bevan Mills |
| 65               | Tirs                                                                             | 60                  | | Arbitrage : Steve Kozari, Chris Lee Brad Kovachik, Bevan Mills |

| 20 mai | Caroline | 1-2 (pr) (1-0, 0-1, 0-0, 0-1) | Floride | PNC Arena 18 854 spectateurs |

| Feuille de match | Feuille de match                     | Feuille de match | Feuille de match                                                             | Feuille de match                                                       |
| ---------------- | ------------------------------------ | ---------------- | ---------------------------------------------------------------------------- | ---------------------------------------------------------------------- |
|                  | Chatfield (Aho, Noesen) — 1 min 43 s | 1-0 1-1 1-2      | Barkov (Mahura) — 27 min 43 s Tkachuk (Reinhart, Bennett) — 61 min 51 s (SN) | Arbitrage : Jean Hebert, Chris Rooney David Brisebois, Matt MacPherson |
| Raanta           | Gardiens                             | Bobrovski        |                                                                              | Arbitrage : Jean Hebert, Chris Rooney David Brisebois, Matt MacPherson |
| 8 min            | Pénalités                            | 8 min            |                                                                              | Arbitrage : Jean Hebert, Chris Rooney David Brisebois, Matt MacPherson |
| 38               | Tirs                                 | 26               |                                                                              | Arbitrage : Jean Hebert, Chris Rooney David Brisebois, Matt MacPherson |

| 22 mai | Floride | 1-0 (0-0, 1-0, 0-0) | Caroline | FLA Live Arena 19 873 spectateurs |

| Feuille de match | Feuille de match                              | Feuille de match | Feuille de match | Feuille de match                                                         |
| ---------------- | --------------------------------------------- | ---------------- | ---------------- | ------------------------------------------------------------------------ |
|                  | Reinhart (Tkachuk, Bennett) — 30 min 5 s (SN) | 1-0              |                  | Arbitrage : Kelly Sutherland, Trevor Hanson Steve Barton, Kiel Murchison |
| Bobrovski        | Gardiens                                      | Andersen         |                  | Arbitrage : Kelly Sutherland, Trevor Hanson Steve Barton, Kiel Murchison |
| 6 min            | Pénalités                                     | 10 min           |                  | Arbitrage : Kelly Sutherland, Trevor Hanson Steve Barton, Kiel Murchison |
| 17               | Tirs                                          | 32               |                  | Arbitrage : Kelly Sutherland, Trevor Hanson Steve Barton, Kiel Murchison |

| 24 mai | Floride | 4-3 (2-1, 1-1, 1-1) | Caroline | FLA Live Arena 20 065 spectateurs |

| Feuille de match | Feuille de match | Feuille de match            | Feuille de match | Feuille de match                                                   |
| ---------------- | --- | --------------------------- | --- | ------------------------------------------------------------------ |
|                  | Duclair (Barkov, Verhaeghe) — 41 s Tkachuk (Ekblad, Forsling) — 10 min 23 s (SN) Lomberg (White, E. Staal) — 29 min 49 s Tkachuk (Barkov, Reinhart) — 59 min 55 s (SN) | 1-0 2-0 2-1 2-2 3-2 3-3 4-3 | Stastny (Skjei, Martinook) — 13 min 3 s Teräväinen (Skjei, Kotkaniemi) — 22 min 51 s Fast (Martinook, Chatfield) — 56 min 38 s | Arbitrage : Wes McCauley, Dan O'Rourke Jonny Murray, Scott Cherrey |
| Bobrovski        | Gardiens | Andersen                    | | Arbitrage : Wes McCauley, Dan O'Rourke Jonny Murray, Scott Cherrey |
| 10 min           | Pénalités | 10 min                      | | Arbitrage : Wes McCauley, Dan O'Rourke Jonny Murray, Scott Cherrey |
| 24               | Tirs | 39                          | | Arbitrage : Wes McCauley, Dan O'Rourke Jonny Murray, Scott Cherrey |

#### Vegas contre Dallas
| 19 mai | Vegas | 4-3 (pr) (0-1, 1-0, 2-2, 1-0) | Dallas | T-Mobile Arena 18 271 spectateurs |

| Feuille de match | Feuille de match | Feuille de match            | Feuille de match                                                                                             | Feuille de match                                               |
| ---------------- | --- | --------------------------- | --- | -------------------------------------------------------------- |
|                  | Karlsson (Whitecloud, Roy) — 29 min 17 s Karlsson (Martinez, Pietrangelo) — 41 min 19 s Bļugers (Kolesar, Whitecloud) — 49 min 20 s Howden (Stone, Stephenson) — 61 min 35 s | 0-1 1-1 2-1 2-2 3-2 3-3 4-3 | Robertson (Hintz) — 18 min 44 s Hintz (Pavelski, Robertson) — 44 min 1 s Benn (Pavelski, Hintz) — 58 min 1 s | Arbitrage : Steve Kozari, Chris Lee Brad Kovachik, Bevan Mills |
| Hill             | Gardiens | Oettinger                   | | Arbitrage : Steve Kozari, Chris Lee Brad Kovachik, Bevan Mills |
| 4 min            | Pénalités | 2 min                       | | Arbitrage : Steve Kozari, Chris Lee Brad Kovachik, Bevan Mills |
| 37               | Tirs | 36                          | | Arbitrage : Steve Kozari, Chris Lee Brad Kovachik, Bevan Mills |

| 21 mai | Vegas | 3-2 (pr) (1-1, 0-1, 1-0, 1-0) | Dallas | T-Mobile Arena 18 358 spectateurs |

| Feuille de match | Feuille de match | Feuille de match    | Feuille de match                                                                         | Feuille de match                                                   |
| ---------------- | --- | ------------------- | ---------------------------------------------------------------------------------------- | ------------------------------------------------------------------ |
|                  | Stone (Stephenson, Marchessault) — 10 min 8 s (SN) Marchessault (Eichel, Barbachiov) — 57 min 38 s Stephenson (Theodore, Stone) — 61 min 12 s | 0-1 1-1 1-2 2-2 3-2 | Heiskanen (Glendening, Suter) — 2 min 47 s Robertson (Dadonov, Suter) — 29 min 21 s (SN) | Arbitrage : Dan O'Rourke, Wes McCauley Jonny Murray, Scott Cherrey |
| Hill             | Gardiens | Oettinger           |                                                                                          | Arbitrage : Dan O'Rourke, Wes McCauley Jonny Murray, Scott Cherrey |
| 6 min            | Pénalités | 4 min               |                                                                                          | Arbitrage : Dan O'Rourke, Wes McCauley Jonny Murray, Scott Cherrey |
| 24               | Tirs | 28                  |                                                                                          | Arbitrage : Dan O'Rourke, Wes McCauley Jonny Murray, Scott Cherrey |

| 23 mai | Dallas | 0-4 (0-3, 0-1, 0-0) | Vegas | American Airlines Center 18 532 spectateurs |

| Feuille de match                               | Feuille de match | Feuille de match | Feuille de match | Feuille de match                                               |
| ---------------------------------------------- | ---------------- | ---------------- | --- | -------------------------------------------------------------- |
|                                                |                  | 0-1 0-2 0-3 0-4  | Marchessault (Eichel, Barbachiov) — 1 min 11 s Barbachiov (Roy) — 5 min 57 s (SN) Carrier (Bļugers, Kolesar) — 7 min 10 s Pietrangelo (Barbachiov, Roy) — 28 min 28 s | Arbitrage : Steve Kozari, Chris Lee Bevan Mills, Brad Kovachik |
| Oettinger (7 min 10 s) Wedgewood (52 min 33 s) | Gardiens         | Hill             | | Arbitrage : Steve Kozari, Chris Lee Bevan Mills, Brad Kovachik |
| 35 min                                         | Pénalités        | 6 min            | | Arbitrage : Steve Kozari, Chris Lee Bevan Mills, Brad Kovachik |
| 34                                             | Tirs             | 16               | | Arbitrage : Steve Kozari, Chris Lee Bevan Mills, Brad Kovachik |

| 25 mai | Dallas | 3-2 (pr) (1-1, 1-1, 0-0, 1-0) | Vegas | American Airlines Center 18 532 spectateurs |

| Feuille de match | Feuille de match | Feuille de match    | Feuille de match                                                               | Feuille de match                                                       |
| ---------------- | --- | ------------------- | ------------------------------------------------------------------------------ | ---------------------------------------------------------------------- |
|                  | Robertson (Heiskanen, Hintz) — 15 min 42 s (SN) Robertson (Lindell, Domi) — 37 min 21 s Pavelski (Heiskanen, Hintz) — 63 min 18 s (SN) | 0-1 1-1 1-2 2-2 3-2 | Karlsson (Smith, Roy) — 4 min 17 s Marchessault (McNabb, Eichel) — 30 min 23 s | Arbitrage : Jean Hebert, Chris Rooney Matt MacPherson, David Brisebois |
| Oettinger        | Gardiens | Hill                |                                                                                | Arbitrage : Jean Hebert, Chris Rooney Matt MacPherson, David Brisebois |
| 2 min            | Pénalités | 4 min               |                                                                                | Arbitrage : Jean Hebert, Chris Rooney Matt MacPherson, David Brisebois |
| 42               | Tirs | 39                  |                                                                                | Arbitrage : Jean Hebert, Chris Rooney Matt MacPherson, David Brisebois |

| 27 mai | Vegas | 2-4 (1-1, 1-1, 0-2) | Dallas | T-Mobile Arena 18 546 spectateurs |

| Feuille de match | Feuille de match                                                                                  | Feuille de match        | Feuille de match | Feuille de match                                                       |
| ---------------- | ------------------------------------------------------------------------------------------------- | ----------------------- | --- | ---------------------------------------------------------------------- |
|                  | Barbachiov (Eichel, Marchessault) — 13 min 36 s Stephenson (Theodore, Marchessault) — 23 min 20 s | 1-0 1-1 2-1 2-2 2-3 2-4 | Glendening (Harley) — 15 min 24 s Robertson (Suter, Pavelski) — 25 min 29 s Dellandrea (Kiviranta, Harley) — 50 min 35 s Dellandrea (Domi) — 52 min 2 s | Arbitrage : Jean Hebert, Chris Rooney Matt MacPherson, David Brisebois |
| Hill             | Gardiens                                                                                          | Oettinger               | | Arbitrage : Jean Hebert, Chris Rooney Matt MacPherson, David Brisebois |
| 0 min            | Pénalités                                                                                         | 2 min                   | | Arbitrage : Jean Hebert, Chris Rooney Matt MacPherson, David Brisebois |
| 29               | Tirs                                                                                              | 34                      | | Arbitrage : Jean Hebert, Chris Rooney Matt MacPherson, David Brisebois |

| 29 mai | Dallas | 0-6 (0-3, 0-1, 0-2) | Vegas | American Airlines Center 18 532 spectateurs |

| Feuille de match | Feuille de match | Feuille de match        | Feuille de match | Feuille de match                                                         |
| ---------------- | ---------------- | ----------------------- | --- | ------------------------------------------------------------------------ |
|                  |                  | 0-1 0-2 0-3 0-4 0-5 0-6 | Carrier (Kolesar) — 3 min 41 s Karlsson (Roy, Smith) — 10 min 25 s (SN) Kolesar (Carrier, Martinez) — 14 min Marchessault (Barbachiov, Hague) — 30 min 25 s Karlsson (Amadio) — 42 min 6 s Amadio (Karlsson, Smith) — 52 min 25 s | Arbitrage : Trevor Hanson, Kelly Sutherland Steve Barton, Kiel Murchison |
| Oettinger        | Gardiens         | Hill                    | | Arbitrage : Trevor Hanson, Kelly Sutherland Steve Barton, Kiel Murchison |
| 6 min            | Pénalités        | 4 min                   | | Arbitrage : Trevor Hanson, Kelly Sutherland Steve Barton, Kiel Murchison |
| 23               | Tirs             | 29                      | | Arbitrage : Trevor Hanson, Kelly Sutherland Steve Barton, Kiel Murchison |

### Finale de la Coupe Stanley
| 3 juin | Vegas | 5-2 (1-1, 1-1, 3-0) | Floride | T-Mobile Arena 18 432 spectateurs |

| Feuille de match | Feuille de match | Feuille de match            | Feuille de match                                           | Feuille de match                                                   |
| ---------------- | --- | --------------------------- | ---------------------------------------------------------- | ------------------------------------------------------------------ |
|                  | Marchessault (Stephenson, Theodore) — 17 min 18 s (SN) Theodore (McNabb, Howden) — 30 min 54 s Whitecloud (Barbachiov, Eichel) — 46 min 59 s Stone — 53 min 41 s Smith (Eichel) — 58 min 15 s (SN + CV) | 0-1 1-1 2-1 2-2 3-2 4-2 5-2 | E. Staal (Lundell) — 9 min 40 s (IN) Duclair — 39 min 49 s | Arbitrage : Wes McCauley, Dan O'Rourke Jonny Murray, Scott Cherrey |
| Hill             | Gardiens | Bobrovski                   |                                                            | Arbitrage : Wes McCauley, Dan O'Rourke Jonny Murray, Scott Cherrey |
| 18 min           | Pénalités | 46 min                      |                                                            | Arbitrage : Wes McCauley, Dan O'Rourke Jonny Murray, Scott Cherrey |
| 34               | Tirs | 35                          |                                                            | Arbitrage : Wes McCauley, Dan O'Rourke Jonny Murray, Scott Cherrey |

| 5 juin | Vegas | 7-2 (2-0, 2-0, 3-2) | Floride | T-Mobile Arena 18 561 spectateurs |

| Feuille de match | Feuille de match | Feuille de match                           | Feuille de match                                                        | Feuille de match                                                     |
| ---------------- | --- | ------------------------------------------ | ----------------------------------------------------------------------- | -------------------------------------------------------------------- |
|                  | Marchessault (Stephenson, Eichel) — 7 min 5 s (SN) Martinez (Barbachiov, Marchessault) — 17 min 59 s Roy (Carrier) — 22 min 59 s Howden (Stone, Stephenson) — 27 min 10 s Marchessault (Eichel) — 42 min 10 s Amadio (Karlsson) — 50 min 33 s Howden (Amadio, Carrier) — 57 min 52 s (SN) | 1-0 2-0 3-0 4-0 4-1 5-1 6-1 6-2 7-2        | Lundell (Duclair) — 40 min 14 s Tkachuk (Bennett, Mahura) — 52 min 44 s | Arbitrage : Steve Kozari, Chris Rooney Kiel Murchison, Brad Kovachik |
| Hill             | Gardiens | Bobrovski (27 min 10 s) Lyon (32 min 50 s) |                                                                         | Arbitrage : Steve Kozari, Chris Rooney Kiel Murchison, Brad Kovachik |
| 64 min           | Pénalités | 84 min                                     |                                                                         | Arbitrage : Steve Kozari, Chris Rooney Kiel Murchison, Brad Kovachik |
| 28               | Tirs | 31                                         |                                                                         | Arbitrage : Steve Kozari, Chris Rooney Kiel Murchison, Brad Kovachik |

| 8 juin | Floride | 3-2 (pr) (1-1, 0-1, 1-0, 1-0) | Vegas | FLA Live Arena 19 735 spectateurs |

| Feuille de match | Feuille de match | Feuille de match    | Feuille de match                                                                                 | Feuille de match                                                      |
| ---------------- | --- | ------------------- | ------------------------------------------------------------------------------------------------ | --------------------------------------------------------------------- |
|                  | Montour (Tkachuk, E. Staal) — 4 min 8 s Tkachuk (Verhaeghe, Ekblad) — 57 min 47 s Verhaeghe (Bennett, Forsling) — 64 min 27 s | 1-0 1-1 1-2 2-2 3-2 | Stone (Marchessault, Theodore) — 16 min 3 s (SN) Marchessault (Eichel, Stone) — 34 min 59 s (SN) | Arbitrage : Dan O'Rourke, Kelly Sutherland Jonny Murray, Steve Barton |
| Bobrovski        | Gardiens | Hill                |                                                                                                  | Arbitrage : Dan O'Rourke, Kelly Sutherland Jonny Murray, Steve Barton |
| 16 min           | Pénalités | 14 min              |                                                                                                  | Arbitrage : Dan O'Rourke, Kelly Sutherland Jonny Murray, Steve Barton |
| 23               | Tirs | 27                  |                                                                                                  | Arbitrage : Dan O'Rourke, Kelly Sutherland Jonny Murray, Steve Barton |

| 10 juin | Floride | 2-3 (0-1, 1-2, 1-0) | Vegas | FLA Live Arena 19 986 spectateurs |

| Feuille de match | Feuille de match                                                      | Feuille de match    | Feuille de match | Feuille de match                                                    |
| ---------------- | --------------------------------------------------------------------- | ------------------- | --- | ------------------------------------------------------------------- |
|                  | Montour (Barkov) — 36 min 9 s Barkov (Montour, Lundell) — 43 min 50 s | 0-1 0-2 0-3 1-3 2-3 | Stephenson (Whitecloud, Stone) — 1 min 39 s Stephenson (Stone, Hague) — 27 min 28 s Karlsson (Hague, Marchessault) — 31 min 4 s | Arbitrage : Wes McCauley, Steve Kozari Scott Cherrey, Brad Kovachik |
| Bobrovski        | Gardiens                                                              | Hill                | | Arbitrage : Wes McCauley, Steve Kozari Scott Cherrey, Brad Kovachik |
| 28 min           | Pénalités                                                             | 4 min               | | Arbitrage : Wes McCauley, Steve Kozari Scott Cherrey, Brad Kovachik |
| 31               | Tirs                                                                  | 31                  | | Arbitrage : Wes McCauley, Steve Kozari Scott Cherrey, Brad Kovachik |

| 13 juin | Vegas | 9-3 (2-0, 4-1, 3-2) | Floride | T-Mobile Arena 19 058 spectateurs |

| Feuille de match | Feuille de match | Feuille de match                                | Feuille de match | Feuille de match                                                        |
| ---------------- | --- | ----------------------------------------------- | --- | ----------------------------------------------------------------------- |
|                  | Stone — 11 min 52 s (IN) Hague (Eichel, Marchessault) — 13 min 41 s Martinez (Eichel, Pietrangelo) — 30 min 28 s Smith (Karlsson, Theodore) — 32 min 13 s Stone (Howden, Stephenson) — 37 min 15 s Amadio (Smith) — 39 min 58 s Barbachiov (Eichel, Theodore) — 48 min 22 s Stone — 54 min 6 s (CV) Roy (Theodore, McNabb) — 58 min 58 s | 1-0 2-0 2-1 3-1 4-1 5-1 6-1 7-1 7-2 7-3 8-3 9-3 | Ekblad (Cousins) — 22 min 15 s Reinhart (Bennett, Montour) — 48 min 47 s Bennett (Forsling, Reinhart) — 51 min 39 s | Arbitrage : Kelly Sutherland, Chris Rooney Kiel Murchison, Steve Barton |
| Hill             | Gardiens | Bobrovski                                       | | Arbitrage : Kelly Sutherland, Chris Rooney Kiel Murchison, Steve Barton |
| 2 min            | Pénalités | 2 min                                           | | Arbitrage : Kelly Sutherland, Chris Rooney Kiel Murchison, Steve Barton |
| 32               | Tirs | 35                                              | | Arbitrage : Kelly Sutherland, Chris Rooney Kiel Murchison, Steve Barton |

### Feuilles de match
Les feuilles de match sont issues du site officiel en français de la Ligue nationale de hockey : http://www.nhl.com/fr

#### Quarts de finale d'association
1. ↑  Caroline - New York 17/04/2023
2. ↑  Caroline - New York 19/04/2023
3. ↑  New York - Caroline 21/04/2023
4. ↑  New York - Caroline 23/04/2023
5. ↑  Caroline - New York 25/04/2023
6. ↑  New York - Caroline 28/04/2023
7. ↑  New Jersey - New York 18/04/2023
8. ↑  New Jersey - New York 20/04/2023
9. ↑  New York - New Jersey 22/04/2023
10. ↑  New York - New Jersey 24/04/2023
11. ↑  New Jersey - New York 27/04/2023
12. ↑  New York - New Jersey 29/04/2023
13. ↑  New Jersey - New York 01/05/2023
14. ↑  Boston - Floride 17/04/2023
15. ↑  Boston - Floride 19/04/2023
16. ↑  Floride - Boston 21/04/2023
17. ↑  Floride - Boston 23/04/2023
18. ↑  Boston - Floride 26/04/2023
19. ↑  Floride - Boston 28/04/2023
20. ↑  Boston - Floride 30/04/2023
21. ↑  Toronto - Tampa Bay 18/04/2023
22. ↑  Toronto - Tampa Bay 20/04/2023
23. ↑  Tampa Bay - Toronto 22/04/2023
24. ↑  Tampa Bay - Toronto 24/04/2023
25. ↑  Toronto - Tampa Bay 27/04/2023
26. ↑  Tampa Bay - Toronto 29/04/2023
27. ↑  Colorado - Seattle 18/04/2023
28. ↑  Colorado - Seattle 20/04/2023
29. ↑  Seattle - Colorado 22/04/2023
30. ↑  Seattle - Colorado 24/04/2023
31. ↑  Colorado - Seattle 26/04/2023
32. ↑  Seattle - Colorado 28/04/2023
33. ↑  Colorado - Seattle 30/04/2023
34. ↑  Dallas - Minnesota 17/04/2023
35. ↑  Dallas - Minnesota 19/04/2023
36. ↑  Minnesota - Dallas 21/04/2023
37. ↑  Minnesota - Dallas 23/04/2023
38. ↑  Dallas - Minnesota 25/04/2023
39. ↑  Minnesota - Dallas 28/04/2023
40. ↑  Vegas - Winnipeg 18/04/2023
41. ↑  Vegas - Winnipeg 20/04/2023
42. ↑  Winnipeg - Vegas 22/04/2023
43. ↑  Winnipeg - Vegas 24/04/2023
44. ↑  Vegas - Winnipeg 27/04/2023
45. ↑  Edmonton - Los Angeles 17/04/2023
46. ↑  Edmonton - Los Angeles 19/04/2023
47. ↑  Los Angeles - Edmonton 21/04/2023
48. ↑  Los Angeles - Edmonton 23/04/2023
49. ↑  Edmonton - Los Angeles 25/04/2023
50. ↑  Los Angeles - Edmonton 29/04/2023

#### Demi-finales d'association
1. ↑  Caroline - New Jersey 03/05/2023
2. ↑  Caroline - New Jersey 05/05/2023
3. ↑  New Jersey - Caroline 07/05/2023
4. ↑  New Jersey - Caroline 09/05/2023
5. ↑  Caroline - New Jersey 11/05/2023
6. ↑  Toronto - Floride 02/05/2023
7. ↑  Toronto - Floride 04/05/2023
8. ↑  Floride - Toronto 07/05/2023
9. ↑  Floride - Toronto 10/05/2023
10. ↑  Toronto - Floride 12/05/2023
11. ↑  Dallas - Seattle 02/05/2023
12. ↑  Dallas - Seattle 04/05/2023
13. ↑  Seattle - Dallas 07/05/2023
14. ↑  Seattle - Dallas 09/05/2023
15. ↑  Dallas - Seattle 11/05/2023
16. ↑  Seattle - Dallas 13/05/2023
17. ↑  Dallas - Seattle 15/05/2023
18. ↑  Vegas - Edmonton 03/05/2023
19. ↑  Vegas - Edmonton 06/05/2023
20. ↑  Edmonton - Vegas 08/05/2023
21. ↑  Edmonton - Vegas 10/05/2023
22. ↑  Vegas - Edmonton 12/05/2023
23. ↑  Edmonton - Vegas 14/05/2023

#### Finales d'association
1. ↑  Caroline - Floride 18/05/2023
2. ↑  Caroline - Floride 20/05/2023
3. ↑  Floride - Caroline 22/05/2023
4. ↑  Floride - Caroline 24/05/2023
5. ↑  Vegas - Dallas 19/05/2023
6. ↑  Vegas - Dallas 21/05/2023
7. ↑  Dallas - Vegas 23/05/2023
8. ↑  Dallas - Vegas 25/05/2023
9. ↑  Vegas - Dallas 27/05/2023
10. ↑  Dallas - Vegas 29/05/2023

#### Finale
1. ↑  Vegas - Floride 03/06/2023
2. ↑  Vegas - Floride 05/06/2023
3. ↑  Floride - Vegas 08/06/2023
4. ↑  Floride - Vegas 10/06/2023
5. ↑  Vegas - Floride 13/06/2023